# Chronologie de la guerre de Quatre-Vingts Ans
Ceci est une chronologie de la guerre de Quatre-Vingts Ans (1568-1648) ou guerre des Flandres, entre les provinces des Pays-Bas et les rois d'Espagne, à partir de Charles Quint souverains par héritage des dix-sept provinces néerlandaises de l'État bourguignon de Charles le Téméraire.
Précédée par la révolte des Gueux (1566), la guerre, d'abord dirigée par Guillaume d'Orange, commence sous le règne de Philippe II, fils de Charles Quint, et se termine en 1648, en même temps que la guerre de Trente Ans, par le traité de Münster, second des traités de Westphalie, par lequel la couronne espagnole, ayant réussi à maintenir son emprise sur les dix provinces méridionales, reconnaît l'indépendance de la République des Sept Provinces-Unies des Pays-Bas.

## Tableau chronologique
- Première colonne : années ;
- deuxième colonne : les rois d'Espagne, souverains des Pays-Bas[1] ;
- troisième colonne : les gouverneurs généraux, représentants du souverain pour l'ensemble des provinces[2] ;
- quatrième colonne : les événements (en gras : les événements militaires) ;
- cinquième colonne : les commandants en chef de l'armée des provinces insurgées, portant le titre néerlandais de stathouder[3].

|       |                         |                                               | | | | | | | | | | |                                                                    |                                                            |
| Année | Espagne                 | Espagne                                       | Événements | Événements | Événements | Événements | Événements | Événements | Événements | Événements | Événements | Événements | Hollande                                                           |                                                            |
| Année | Roi                     | Gouverneur                                    | Événements | Événements | Événements | Événements | Événements | Événements | Événements | Événements | Événements | Événements | Stathouder                                                         |                                                            |
| 1564  | Philippe II Philippe II | Marguerite de Parme                           | | | | | | | | | | | Guillaume Ier d'Orange                                             |                                                            |
| 1565  | Philippe II Philippe II | Marguerite de Parme                           | | | | | | | | | | | Guillaume Ier d'Orange                                             |                                                            |
| 1566  | Philippe II Philippe II | Marguerite de Parme                           | Compromis de Bréda ; Compromis des Nobles ; banquet des Gueux (avril) ; furie iconoclaste (août) ; début du siège de Valenciennes (6 décembre) ; Guillaume II de La Marck amiral des Gueux de la mer | Compromis de Bréda ; Compromis des Nobles ; banquet des Gueux (avril) ; furie iconoclaste (août) ; début du siège de Valenciennes (6 décembre) ; Guillaume II de La Marck amiral des Gueux de la mer | Compromis de Bréda ; Compromis des Nobles ; banquet des Gueux (avril) ; furie iconoclaste (août) ; début du siège de Valenciennes (6 décembre) ; Guillaume II de La Marck amiral des Gueux de la mer | Compromis de Bréda ; Compromis des Nobles ; banquet des Gueux (avril) ; furie iconoclaste (août) ; début du siège de Valenciennes (6 décembre) ; Guillaume II de La Marck amiral des Gueux de la mer | Compromis de Bréda ; Compromis des Nobles ; banquet des Gueux (avril) ; furie iconoclaste (août) ; début du siège de Valenciennes (6 décembre) ; Guillaume II de La Marck amiral des Gueux de la mer | Compromis de Bréda ; Compromis des Nobles ; banquet des Gueux (avril) ; furie iconoclaste (août) ; début du siège de Valenciennes (6 décembre) ; Guillaume II de La Marck amiral des Gueux de la mer | Compromis de Bréda ; Compromis des Nobles ; banquet des Gueux (avril) ; furie iconoclaste (août) ; début du siège de Valenciennes (6 décembre) ; Guillaume II de La Marck amiral des Gueux de la mer | Compromis de Bréda ; Compromis des Nobles ; banquet des Gueux (avril) ; furie iconoclaste (août) ; début du siège de Valenciennes (6 décembre) ; Guillaume II de La Marck amiral des Gueux de la mer | Compromis de Bréda ; Compromis des Nobles ; banquet des Gueux (avril) ; furie iconoclaste (août) ; début du siège de Valenciennes (6 décembre) ; Guillaume II de La Marck amiral des Gueux de la mer | Compromis de Bréda ; Compromis des Nobles ; banquet des Gueux (avril) ; furie iconoclaste (août) ; début du siège de Valenciennes (6 décembre) ; Guillaume II de La Marck amiral des Gueux de la mer | Guillaume Ier d'Orange                                             |                                                            |
| 1567  | Philippe II Philippe II | Ferdinand Alvare de Tolède, IIIe duc d'Albe   | Bataille d'Austruweel (13 mars) ; Prise de Valenciennes par l'armée de la gouvernante (24 mars) ; départ en Allemagne de Guillaume d'Orange (avril) ; arrivée du duc d'Albe à Bruxelles (23 août) ; arrestation du comte d'Egmont et du comte de Horn (9 septembre) ; création du Conseil des troubles (20 septembre) ; condamnation pour trahison d'Egmont et de Horn (décembre) ; départ de la gouvernante, démissionnaire (30 décembre) ; début du Chemin des Espagnols. | Bataille d'Austruweel (13 mars) ; Prise de Valenciennes par l'armée de la gouvernante (24 mars) ; départ en Allemagne de Guillaume d'Orange (avril) ; arrivée du duc d'Albe à Bruxelles (23 août) ; arrestation du comte d'Egmont et du comte de Horn (9 septembre) ; création du Conseil des troubles (20 septembre) ; condamnation pour trahison d'Egmont et de Horn (décembre) ; départ de la gouvernante, démissionnaire (30 décembre) ; début du Chemin des Espagnols. | Bataille d'Austruweel (13 mars) ; Prise de Valenciennes par l'armée de la gouvernante (24 mars) ; départ en Allemagne de Guillaume d'Orange (avril) ; arrivée du duc d'Albe à Bruxelles (23 août) ; arrestation du comte d'Egmont et du comte de Horn (9 septembre) ; création du Conseil des troubles (20 septembre) ; condamnation pour trahison d'Egmont et de Horn (décembre) ; départ de la gouvernante, démissionnaire (30 décembre) ; début du Chemin des Espagnols. | Bataille d'Austruweel (13 mars) ; Prise de Valenciennes par l'armée de la gouvernante (24 mars) ; départ en Allemagne de Guillaume d'Orange (avril) ; arrivée du duc d'Albe à Bruxelles (23 août) ; arrestation du comte d'Egmont et du comte de Horn (9 septembre) ; création du Conseil des troubles (20 septembre) ; condamnation pour trahison d'Egmont et de Horn (décembre) ; départ de la gouvernante, démissionnaire (30 décembre) ; début du Chemin des Espagnols. | Bataille d'Austruweel (13 mars) ; Prise de Valenciennes par l'armée de la gouvernante (24 mars) ; départ en Allemagne de Guillaume d'Orange (avril) ; arrivée du duc d'Albe à Bruxelles (23 août) ; arrestation du comte d'Egmont et du comte de Horn (9 septembre) ; création du Conseil des troubles (20 septembre) ; condamnation pour trahison d'Egmont et de Horn (décembre) ; départ de la gouvernante, démissionnaire (30 décembre) ; début du Chemin des Espagnols. | Bataille d'Austruweel (13 mars) ; Prise de Valenciennes par l'armée de la gouvernante (24 mars) ; départ en Allemagne de Guillaume d'Orange (avril) ; arrivée du duc d'Albe à Bruxelles (23 août) ; arrestation du comte d'Egmont et du comte de Horn (9 septembre) ; création du Conseil des troubles (20 septembre) ; condamnation pour trahison d'Egmont et de Horn (décembre) ; départ de la gouvernante, démissionnaire (30 décembre) ; début du Chemin des Espagnols. | Bataille d'Austruweel (13 mars) ; Prise de Valenciennes par l'armée de la gouvernante (24 mars) ; départ en Allemagne de Guillaume d'Orange (avril) ; arrivée du duc d'Albe à Bruxelles (23 août) ; arrestation du comte d'Egmont et du comte de Horn (9 septembre) ; création du Conseil des troubles (20 septembre) ; condamnation pour trahison d'Egmont et de Horn (décembre) ; départ de la gouvernante, démissionnaire (30 décembre) ; début du Chemin des Espagnols. | Bataille d'Austruweel (13 mars) ; Prise de Valenciennes par l'armée de la gouvernante (24 mars) ; départ en Allemagne de Guillaume d'Orange (avril) ; arrivée du duc d'Albe à Bruxelles (23 août) ; arrestation du comte d'Egmont et du comte de Horn (9 septembre) ; création du Conseil des troubles (20 septembre) ; condamnation pour trahison d'Egmont et de Horn (décembre) ; départ de la gouvernante, démissionnaire (30 décembre) ; début du Chemin des Espagnols. | Bataille d'Austruweel (13 mars) ; Prise de Valenciennes par l'armée de la gouvernante (24 mars) ; départ en Allemagne de Guillaume d'Orange (avril) ; arrivée du duc d'Albe à Bruxelles (23 août) ; arrestation du comte d'Egmont et du comte de Horn (9 septembre) ; création du Conseil des troubles (20 septembre) ; condamnation pour trahison d'Egmont et de Horn (décembre) ; départ de la gouvernante, démissionnaire (30 décembre) ; début du Chemin des Espagnols. | Bataille d'Austruweel (13 mars) ; Prise de Valenciennes par l'armée de la gouvernante (24 mars) ; départ en Allemagne de Guillaume d'Orange (avril) ; arrivée du duc d'Albe à Bruxelles (23 août) ; arrestation du comte d'Egmont et du comte de Horn (9 septembre) ; création du Conseil des troubles (20 septembre) ; condamnation pour trahison d'Egmont et de Horn (décembre) ; départ de la gouvernante, démissionnaire (30 décembre) ; début du Chemin des Espagnols. | Guillaume Ier d'Orange                                             |                                                            |
| 1568  | Philippe II Philippe II | Ferdinand Alvare de Tolède, IIIe duc d'Albe   | Offensive lancée par Guillaume d'Orange : Bataille de Rheindalen (25 avril) ; bataille de Heiligerlee (23 mai) ; mort d'Adolphe de Nassau à Heiligerlee ; exécution d'Egmont et de Horn sur la Grand-Place de Bruxelles (5 juin) ; bataille de Jemmingen (21 juillet) ; bataille de Jodoigne (20 octobre) : fin de l'offensive orangiste ; Philippe-Guillaume d'Orange est envoyé en Espagne comme otage. | Offensive lancée par Guillaume d'Orange : Bataille de Rheindalen (25 avril) ; bataille de Heiligerlee (23 mai) ; mort d'Adolphe de Nassau à Heiligerlee ; exécution d'Egmont et de Horn sur la Grand-Place de Bruxelles (5 juin) ; bataille de Jemmingen (21 juillet) ; bataille de Jodoigne (20 octobre) : fin de l'offensive orangiste ; Philippe-Guillaume d'Orange est envoyé en Espagne comme otage. | Offensive lancée par Guillaume d'Orange : Bataille de Rheindalen (25 avril) ; bataille de Heiligerlee (23 mai) ; mort d'Adolphe de Nassau à Heiligerlee ; exécution d'Egmont et de Horn sur la Grand-Place de Bruxelles (5 juin) ; bataille de Jemmingen (21 juillet) ; bataille de Jodoigne (20 octobre) : fin de l'offensive orangiste ; Philippe-Guillaume d'Orange est envoyé en Espagne comme otage. | Offensive lancée par Guillaume d'Orange : Bataille de Rheindalen (25 avril) ; bataille de Heiligerlee (23 mai) ; mort d'Adolphe de Nassau à Heiligerlee ; exécution d'Egmont et de Horn sur la Grand-Place de Bruxelles (5 juin) ; bataille de Jemmingen (21 juillet) ; bataille de Jodoigne (20 octobre) : fin de l'offensive orangiste ; Philippe-Guillaume d'Orange est envoyé en Espagne comme otage. | Offensive lancée par Guillaume d'Orange : Bataille de Rheindalen (25 avril) ; bataille de Heiligerlee (23 mai) ; mort d'Adolphe de Nassau à Heiligerlee ; exécution d'Egmont et de Horn sur la Grand-Place de Bruxelles (5 juin) ; bataille de Jemmingen (21 juillet) ; bataille de Jodoigne (20 octobre) : fin de l'offensive orangiste ; Philippe-Guillaume d'Orange est envoyé en Espagne comme otage. | Offensive lancée par Guillaume d'Orange : Bataille de Rheindalen (25 avril) ; bataille de Heiligerlee (23 mai) ; mort d'Adolphe de Nassau à Heiligerlee ; exécution d'Egmont et de Horn sur la Grand-Place de Bruxelles (5 juin) ; bataille de Jemmingen (21 juillet) ; bataille de Jodoigne (20 octobre) : fin de l'offensive orangiste ; Philippe-Guillaume d'Orange est envoyé en Espagne comme otage. | Offensive lancée par Guillaume d'Orange : Bataille de Rheindalen (25 avril) ; bataille de Heiligerlee (23 mai) ; mort d'Adolphe de Nassau à Heiligerlee ; exécution d'Egmont et de Horn sur la Grand-Place de Bruxelles (5 juin) ; bataille de Jemmingen (21 juillet) ; bataille de Jodoigne (20 octobre) : fin de l'offensive orangiste ; Philippe-Guillaume d'Orange est envoyé en Espagne comme otage. | Offensive lancée par Guillaume d'Orange : Bataille de Rheindalen (25 avril) ; bataille de Heiligerlee (23 mai) ; mort d'Adolphe de Nassau à Heiligerlee ; exécution d'Egmont et de Horn sur la Grand-Place de Bruxelles (5 juin) ; bataille de Jemmingen (21 juillet) ; bataille de Jodoigne (20 octobre) : fin de l'offensive orangiste ; Philippe-Guillaume d'Orange est envoyé en Espagne comme otage. | Offensive lancée par Guillaume d'Orange : Bataille de Rheindalen (25 avril) ; bataille de Heiligerlee (23 mai) ; mort d'Adolphe de Nassau à Heiligerlee ; exécution d'Egmont et de Horn sur la Grand-Place de Bruxelles (5 juin) ; bataille de Jemmingen (21 juillet) ; bataille de Jodoigne (20 octobre) : fin de l'offensive orangiste ; Philippe-Guillaume d'Orange est envoyé en Espagne comme otage. | Offensive lancée par Guillaume d'Orange : Bataille de Rheindalen (25 avril) ; bataille de Heiligerlee (23 mai) ; mort d'Adolphe de Nassau à Heiligerlee ; exécution d'Egmont et de Horn sur la Grand-Place de Bruxelles (5 juin) ; bataille de Jemmingen (21 juillet) ; bataille de Jodoigne (20 octobre) : fin de l'offensive orangiste ; Philippe-Guillaume d'Orange est envoyé en Espagne comme otage. | Guillaume Ier d'Orange                                             |                                                            |
| 1569  | Philippe II Philippe II | Ferdinand Alvare de Tolède, IIIe duc d'Albe   | Le duc d'Albe essaie d'implanter l'impôt du décime | Le duc d'Albe essaie d'implanter l'impôt du décime | Le duc d'Albe essaie d'implanter l'impôt du décime | Le duc d'Albe essaie d'implanter l'impôt du décime | Le duc d'Albe essaie d'implanter l'impôt du décime | Le duc d'Albe essaie d'implanter l'impôt du décime | Le duc d'Albe essaie d'implanter l'impôt du décime | Le duc d'Albe essaie d'implanter l'impôt du décime | Le duc d'Albe essaie d'implanter l'impôt du décime | Le duc d'Albe essaie d'implanter l'impôt du décime | Guillaume Ier d'Orange                                             |                                                            |
| 1570  | Philippe II Philippe II | Ferdinand Alvare de Tolède, IIIe duc d'Albe   | Inondation du jour de la Toussaint. | Inondation du jour de la Toussaint. | Inondation du jour de la Toussaint. | Inondation du jour de la Toussaint. | Inondation du jour de la Toussaint. | Inondation du jour de la Toussaint. | Inondation du jour de la Toussaint. | Inondation du jour de la Toussaint. | Inondation du jour de la Toussaint. | Inondation du jour de la Toussaint. | Guillaume Ier d'Orange                                             |                                                            |
| 1571  | Philippe II Philippe II | Ferdinand Alvare de Tolède, IIIe duc d'Albe   | | | | | | | | | | | Guillaume Ier d'Orange                                             |                                                            |
| 1572  | Philippe II Philippe II | Ferdinand Alvare de Tolède, IIIe duc d'Albe   | Prise de La Brielle par les Gueux de mer (1er avril), puis de Flessingue (6 avril) ; prise de Mons par Louis de Nassau (23 mai), puis début du siège par les Espagnols ; prise d'Enkhuizen par les insurgés (25 juin) et de Gorcum (26 juin) ; affaire des martyrs de Gorcum ; reddition de Mons (19 septembre) ; sac de Malines par les Espagnols (2-4 octobre) ; bataille de Goes (20 octobre) ; massacre de Naarden (22 octobre) par les troupes de Fadrique Álvarez de Toledo, fils du duc d'Albe ; début du siège de Haarlem (11 décembre) par don Fadrique. | Prise de La Brielle par les Gueux de mer (1er avril), puis de Flessingue (6 avril) ; prise de Mons par Louis de Nassau (23 mai), puis début du siège par les Espagnols ; prise d'Enkhuizen par les insurgés (25 juin) et de Gorcum (26 juin) ; affaire des martyrs de Gorcum ; reddition de Mons (19 septembre) ; sac de Malines par les Espagnols (2-4 octobre) ; bataille de Goes (20 octobre) ; massacre de Naarden (22 octobre) par les troupes de Fadrique Álvarez de Toledo, fils du duc d'Albe ; début du siège de Haarlem (11 décembre) par don Fadrique. | Prise de La Brielle par les Gueux de mer (1er avril), puis de Flessingue (6 avril) ; prise de Mons par Louis de Nassau (23 mai), puis début du siège par les Espagnols ; prise d'Enkhuizen par les insurgés (25 juin) et de Gorcum (26 juin) ; affaire des martyrs de Gorcum ; reddition de Mons (19 septembre) ; sac de Malines par les Espagnols (2-4 octobre) ; bataille de Goes (20 octobre) ; massacre de Naarden (22 octobre) par les troupes de Fadrique Álvarez de Toledo, fils du duc d'Albe ; début du siège de Haarlem (11 décembre) par don Fadrique. | Prise de La Brielle par les Gueux de mer (1er avril), puis de Flessingue (6 avril) ; prise de Mons par Louis de Nassau (23 mai), puis début du siège par les Espagnols ; prise d'Enkhuizen par les insurgés (25 juin) et de Gorcum (26 juin) ; affaire des martyrs de Gorcum ; reddition de Mons (19 septembre) ; sac de Malines par les Espagnols (2-4 octobre) ; bataille de Goes (20 octobre) ; massacre de Naarden (22 octobre) par les troupes de Fadrique Álvarez de Toledo, fils du duc d'Albe ; début du siège de Haarlem (11 décembre) par don Fadrique. | Prise de La Brielle par les Gueux de mer (1er avril), puis de Flessingue (6 avril) ; prise de Mons par Louis de Nassau (23 mai), puis début du siège par les Espagnols ; prise d'Enkhuizen par les insurgés (25 juin) et de Gorcum (26 juin) ; affaire des martyrs de Gorcum ; reddition de Mons (19 septembre) ; sac de Malines par les Espagnols (2-4 octobre) ; bataille de Goes (20 octobre) ; massacre de Naarden (22 octobre) par les troupes de Fadrique Álvarez de Toledo, fils du duc d'Albe ; début du siège de Haarlem (11 décembre) par don Fadrique. | Prise de La Brielle par les Gueux de mer (1er avril), puis de Flessingue (6 avril) ; prise de Mons par Louis de Nassau (23 mai), puis début du siège par les Espagnols ; prise d'Enkhuizen par les insurgés (25 juin) et de Gorcum (26 juin) ; affaire des martyrs de Gorcum ; reddition de Mons (19 septembre) ; sac de Malines par les Espagnols (2-4 octobre) ; bataille de Goes (20 octobre) ; massacre de Naarden (22 octobre) par les troupes de Fadrique Álvarez de Toledo, fils du duc d'Albe ; début du siège de Haarlem (11 décembre) par don Fadrique. | Prise de La Brielle par les Gueux de mer (1er avril), puis de Flessingue (6 avril) ; prise de Mons par Louis de Nassau (23 mai), puis début du siège par les Espagnols ; prise d'Enkhuizen par les insurgés (25 juin) et de Gorcum (26 juin) ; affaire des martyrs de Gorcum ; reddition de Mons (19 septembre) ; sac de Malines par les Espagnols (2-4 octobre) ; bataille de Goes (20 octobre) ; massacre de Naarden (22 octobre) par les troupes de Fadrique Álvarez de Toledo, fils du duc d'Albe ; début du siège de Haarlem (11 décembre) par don Fadrique. | Prise de La Brielle par les Gueux de mer (1er avril), puis de Flessingue (6 avril) ; prise de Mons par Louis de Nassau (23 mai), puis début du siège par les Espagnols ; prise d'Enkhuizen par les insurgés (25 juin) et de Gorcum (26 juin) ; affaire des martyrs de Gorcum ; reddition de Mons (19 septembre) ; sac de Malines par les Espagnols (2-4 octobre) ; bataille de Goes (20 octobre) ; massacre de Naarden (22 octobre) par les troupes de Fadrique Álvarez de Toledo, fils du duc d'Albe ; début du siège de Haarlem (11 décembre) par don Fadrique. | | | Guillaume Ier d'Orange                                             |                                                            |
| 1573  | Philippe II Philippe II | Ferdinand Alvare de Tolède, IIIe duc d'Albe   | Batailles de Flessingue (17 avril) et de Borsele (22 avril) ; reddition de Haarlem (13 juillet) et mort du gouverneur Wigbolt Ripperda (en) (16 juillet) ; siège d'Alkmaar (21 août-8 octobre) ; bataille de Zuiderzee (11 octobre) ; bataille de Delft (octobre) ; début du siège de Leyde par Francisco de Valdez (30 octobre). | Batailles de Flessingue (17 avril) et de Borsele (22 avril) ; reddition de Haarlem (13 juillet) et mort du gouverneur Wigbolt Ripperda (en) (16 juillet) ; siège d'Alkmaar (21 août-8 octobre) ; bataille de Zuiderzee (11 octobre) ; bataille de Delft (octobre) ; début du siège de Leyde par Francisco de Valdez (30 octobre). | Batailles de Flessingue (17 avril) et de Borsele (22 avril) ; reddition de Haarlem (13 juillet) et mort du gouverneur Wigbolt Ripperda (en) (16 juillet) ; siège d'Alkmaar (21 août-8 octobre) ; bataille de Zuiderzee (11 octobre) ; bataille de Delft (octobre) ; début du siège de Leyde par Francisco de Valdez (30 octobre). | Batailles de Flessingue (17 avril) et de Borsele (22 avril) ; reddition de Haarlem (13 juillet) et mort du gouverneur Wigbolt Ripperda (en) (16 juillet) ; siège d'Alkmaar (21 août-8 octobre) ; bataille de Zuiderzee (11 octobre) ; bataille de Delft (octobre) ; début du siège de Leyde par Francisco de Valdez (30 octobre). | Batailles de Flessingue (17 avril) et de Borsele (22 avril) ; reddition de Haarlem (13 juillet) et mort du gouverneur Wigbolt Ripperda (en) (16 juillet) ; siège d'Alkmaar (21 août-8 octobre) ; bataille de Zuiderzee (11 octobre) ; bataille de Delft (octobre) ; début du siège de Leyde par Francisco de Valdez (30 octobre). | Batailles de Flessingue (17 avril) et de Borsele (22 avril) ; reddition de Haarlem (13 juillet) et mort du gouverneur Wigbolt Ripperda (en) (16 juillet) ; siège d'Alkmaar (21 août-8 octobre) ; bataille de Zuiderzee (11 octobre) ; bataille de Delft (octobre) ; début du siège de Leyde par Francisco de Valdez (30 octobre). | Batailles de Flessingue (17 avril) et de Borsele (22 avril) ; reddition de Haarlem (13 juillet) et mort du gouverneur Wigbolt Ripperda (en) (16 juillet) ; siège d'Alkmaar (21 août-8 octobre) ; bataille de Zuiderzee (11 octobre) ; bataille de Delft (octobre) ; début du siège de Leyde par Francisco de Valdez (30 octobre). | Batailles de Flessingue (17 avril) et de Borsele (22 avril) ; reddition de Haarlem (13 juillet) et mort du gouverneur Wigbolt Ripperda (en) (16 juillet) ; siège d'Alkmaar (21 août-8 octobre) ; bataille de Zuiderzee (11 octobre) ; bataille de Delft (octobre) ; début du siège de Leyde par Francisco de Valdez (30 octobre). | | | Guillaume Ier d'Orange                                             |                                                            |
| 1574  | Philippe II Philippe II | Luis de Requesens                             | Bataille de Reimerswaal (29 janvier) ; capitulation de Middlebourg (8 février) ; mort de Louis de Nassau et de son frère Henri à la bataille de Mook (14 avril) ; bataille navale de Lillo (30 mai) ; fin du siège de Leyde (3 octobre). Siège de Bruxelles (1574)[réf. nécessaire]. | Bataille de Reimerswaal (29 janvier) ; capitulation de Middlebourg (8 février) ; mort de Louis de Nassau et de son frère Henri à la bataille de Mook (14 avril) ; bataille navale de Lillo (30 mai) ; fin du siège de Leyde (3 octobre). Siège de Bruxelles (1574)[réf. nécessaire]. | Bataille de Reimerswaal (29 janvier) ; capitulation de Middlebourg (8 février) ; mort de Louis de Nassau et de son frère Henri à la bataille de Mook (14 avril) ; bataille navale de Lillo (30 mai) ; fin du siège de Leyde (3 octobre). Siège de Bruxelles (1574)[réf. nécessaire]. | Bataille de Reimerswaal (29 janvier) ; capitulation de Middlebourg (8 février) ; mort de Louis de Nassau et de son frère Henri à la bataille de Mook (14 avril) ; bataille navale de Lillo (30 mai) ; fin du siège de Leyde (3 octobre). Siège de Bruxelles (1574)[réf. nécessaire]. | Bataille de Reimerswaal (29 janvier) ; capitulation de Middlebourg (8 février) ; mort de Louis de Nassau et de son frère Henri à la bataille de Mook (14 avril) ; bataille navale de Lillo (30 mai) ; fin du siège de Leyde (3 octobre). Siège de Bruxelles (1574)[réf. nécessaire]. | Bataille de Reimerswaal (29 janvier) ; capitulation de Middlebourg (8 février) ; mort de Louis de Nassau et de son frère Henri à la bataille de Mook (14 avril) ; bataille navale de Lillo (30 mai) ; fin du siège de Leyde (3 octobre). Siège de Bruxelles (1574)[réf. nécessaire]. | Bataille de Reimerswaal (29 janvier) ; capitulation de Middlebourg (8 février) ; mort de Louis de Nassau et de son frère Henri à la bataille de Mook (14 avril) ; bataille navale de Lillo (30 mai) ; fin du siège de Leyde (3 octobre). Siège de Bruxelles (1574)[réf. nécessaire]. | Bataille de Reimerswaal (29 janvier) ; capitulation de Middlebourg (8 février) ; mort de Louis de Nassau et de son frère Henri à la bataille de Mook (14 avril) ; bataille navale de Lillo (30 mai) ; fin du siège de Leyde (3 octobre). Siège de Bruxelles (1574)[réf. nécessaire]. | Bataille de Reimerswaal (29 janvier) ; capitulation de Middlebourg (8 février) ; mort de Louis de Nassau et de son frère Henri à la bataille de Mook (14 avril) ; bataille navale de Lillo (30 mai) ; fin du siège de Leyde (3 octobre). Siège de Bruxelles (1574)[réf. nécessaire]. | Bataille de Reimerswaal (29 janvier) ; capitulation de Middlebourg (8 février) ; mort de Louis de Nassau et de son frère Henri à la bataille de Mook (14 avril) ; bataille navale de Lillo (30 mai) ; fin du siège de Leyde (3 octobre). Siège de Bruxelles (1574)[réf. nécessaire]. | Guillaume Ier d'Orange                                             |                                                            |
| 1575  | Philippe II Philippe II | Luis de Requesens                             | Négociations entre insurgés et Espagnols à Bréda (3 mars-14 juillet), sans résultat ; reprise de l'offensive espagnole (fin juillet) ; banqueroute des finances royales espagnoles (septembre) ; début du siège de Zierikzee (octobre) ; siège de Bommenede (nl) (octobre). | Négociations entre insurgés et Espagnols à Bréda (3 mars-14 juillet), sans résultat ; reprise de l'offensive espagnole (fin juillet) ; banqueroute des finances royales espagnoles (septembre) ; début du siège de Zierikzee (octobre) ; siège de Bommenede (nl) (octobre). | Négociations entre insurgés et Espagnols à Bréda (3 mars-14 juillet), sans résultat ; reprise de l'offensive espagnole (fin juillet) ; banqueroute des finances royales espagnoles (septembre) ; début du siège de Zierikzee (octobre) ; siège de Bommenede (nl) (octobre). | Négociations entre insurgés et Espagnols à Bréda (3 mars-14 juillet), sans résultat ; reprise de l'offensive espagnole (fin juillet) ; banqueroute des finances royales espagnoles (septembre) ; début du siège de Zierikzee (octobre) ; siège de Bommenede (nl) (octobre). | Négociations entre insurgés et Espagnols à Bréda (3 mars-14 juillet), sans résultat ; reprise de l'offensive espagnole (fin juillet) ; banqueroute des finances royales espagnoles (septembre) ; début du siège de Zierikzee (octobre) ; siège de Bommenede (nl) (octobre). | Négociations entre insurgés et Espagnols à Bréda (3 mars-14 juillet), sans résultat ; reprise de l'offensive espagnole (fin juillet) ; banqueroute des finances royales espagnoles (septembre) ; début du siège de Zierikzee (octobre) ; siège de Bommenede (nl) (octobre). | Négociations entre insurgés et Espagnols à Bréda (3 mars-14 juillet), sans résultat ; reprise de l'offensive espagnole (fin juillet) ; banqueroute des finances royales espagnoles (septembre) ; début du siège de Zierikzee (octobre) ; siège de Bommenede (nl) (octobre). | Négociations entre insurgés et Espagnols à Bréda (3 mars-14 juillet), sans résultat ; reprise de l'offensive espagnole (fin juillet) ; banqueroute des finances royales espagnoles (septembre) ; début du siège de Zierikzee (octobre) ; siège de Bommenede (nl) (octobre). | Négociations entre insurgés et Espagnols à Bréda (3 mars-14 juillet), sans résultat ; reprise de l'offensive espagnole (fin juillet) ; banqueroute des finances royales espagnoles (septembre) ; début du siège de Zierikzee (octobre) ; siège de Bommenede (nl) (octobre). | Négociations entre insurgés et Espagnols à Bréda (3 mars-14 juillet), sans résultat ; reprise de l'offensive espagnole (fin juillet) ; banqueroute des finances royales espagnoles (septembre) ; début du siège de Zierikzee (octobre) ; siège de Bommenede (nl) (octobre). | Guillaume Ier d'Orange                                             |                                                            |
| 1576  | Philippe II Philippe II | Luis de Requesens                             | Mort de Luis de Requesens (5 mars), non remplacé dans l'immédiat ; dissolution du Conseil des troubles par le Conseil d'État (14 mai) ; fin du siège de Zierikzee (29 juin) ; nomination de don Juan d'Autriche comme gouverneur général (fin juin) ; pillage d'Alost par des troupes espagnoles mutinées (25 juillet) ; arrestation des membres du Conseil d'État et début de la « République bruxelloise » (4 septembre) ; bataille de Vissenaken (14 septembre) ; début du siège du château des Espagnols de Gand (15 septembre) ; arrivée de don Juan à Luxembourg (4 novembre) ; sac d'Anvers par des troupes espagnoles mutinées (7 novembre) ; la pacification de Gand est officialisée par le Conseil d'État (8 novembre). | Mort de Luis de Requesens (5 mars), non remplacé dans l'immédiat ; dissolution du Conseil des troubles par le Conseil d'État (14 mai) ; fin du siège de Zierikzee (29 juin) ; nomination de don Juan d'Autriche comme gouverneur général (fin juin) ; pillage d'Alost par des troupes espagnoles mutinées (25 juillet) ; arrestation des membres du Conseil d'État et début de la « République bruxelloise » (4 septembre) ; bataille de Vissenaken (14 septembre) ; début du siège du château des Espagnols de Gand (15 septembre) ; arrivée de don Juan à Luxembourg (4 novembre) ; sac d'Anvers par des troupes espagnoles mutinées (7 novembre) ; la pacification de Gand est officialisée par le Conseil d'État (8 novembre). | Mort de Luis de Requesens (5 mars), non remplacé dans l'immédiat ; dissolution du Conseil des troubles par le Conseil d'État (14 mai) ; fin du siège de Zierikzee (29 juin) ; nomination de don Juan d'Autriche comme gouverneur général (fin juin) ; pillage d'Alost par des troupes espagnoles mutinées (25 juillet) ; arrestation des membres du Conseil d'État et début de la « République bruxelloise » (4 septembre) ; bataille de Vissenaken (14 septembre) ; début du siège du château des Espagnols de Gand (15 septembre) ; arrivée de don Juan à Luxembourg (4 novembre) ; sac d'Anvers par des troupes espagnoles mutinées (7 novembre) ; la pacification de Gand est officialisée par le Conseil d'État (8 novembre). | Mort de Luis de Requesens (5 mars), non remplacé dans l'immédiat ; dissolution du Conseil des troubles par le Conseil d'État (14 mai) ; fin du siège de Zierikzee (29 juin) ; nomination de don Juan d'Autriche comme gouverneur général (fin juin) ; pillage d'Alost par des troupes espagnoles mutinées (25 juillet) ; arrestation des membres du Conseil d'État et début de la « République bruxelloise » (4 septembre) ; bataille de Vissenaken (14 septembre) ; début du siège du château des Espagnols de Gand (15 septembre) ; arrivée de don Juan à Luxembourg (4 novembre) ; sac d'Anvers par des troupes espagnoles mutinées (7 novembre) ; la pacification de Gand est officialisée par le Conseil d'État (8 novembre). | Mort de Luis de Requesens (5 mars), non remplacé dans l'immédiat ; dissolution du Conseil des troubles par le Conseil d'État (14 mai) ; fin du siège de Zierikzee (29 juin) ; nomination de don Juan d'Autriche comme gouverneur général (fin juin) ; pillage d'Alost par des troupes espagnoles mutinées (25 juillet) ; arrestation des membres du Conseil d'État et début de la « République bruxelloise » (4 septembre) ; bataille de Vissenaken (14 septembre) ; début du siège du château des Espagnols de Gand (15 septembre) ; arrivée de don Juan à Luxembourg (4 novembre) ; sac d'Anvers par des troupes espagnoles mutinées (7 novembre) ; la pacification de Gand est officialisée par le Conseil d'État (8 novembre). | Mort de Luis de Requesens (5 mars), non remplacé dans l'immédiat ; dissolution du Conseil des troubles par le Conseil d'État (14 mai) ; fin du siège de Zierikzee (29 juin) ; nomination de don Juan d'Autriche comme gouverneur général (fin juin) ; pillage d'Alost par des troupes espagnoles mutinées (25 juillet) ; arrestation des membres du Conseil d'État et début de la « République bruxelloise » (4 septembre) ; bataille de Vissenaken (14 septembre) ; début du siège du château des Espagnols de Gand (15 septembre) ; arrivée de don Juan à Luxembourg (4 novembre) ; sac d'Anvers par des troupes espagnoles mutinées (7 novembre) ; la pacification de Gand est officialisée par le Conseil d'État (8 novembre). | Mort de Luis de Requesens (5 mars), non remplacé dans l'immédiat ; dissolution du Conseil des troubles par le Conseil d'État (14 mai) ; fin du siège de Zierikzee (29 juin) ; nomination de don Juan d'Autriche comme gouverneur général (fin juin) ; pillage d'Alost par des troupes espagnoles mutinées (25 juillet) ; arrestation des membres du Conseil d'État et début de la « République bruxelloise » (4 septembre) ; bataille de Vissenaken (14 septembre) ; début du siège du château des Espagnols de Gand (15 septembre) ; arrivée de don Juan à Luxembourg (4 novembre) ; sac d'Anvers par des troupes espagnoles mutinées (7 novembre) ; la pacification de Gand est officialisée par le Conseil d'État (8 novembre). | Mort de Luis de Requesens (5 mars), non remplacé dans l'immédiat ; dissolution du Conseil des troubles par le Conseil d'État (14 mai) ; fin du siège de Zierikzee (29 juin) ; nomination de don Juan d'Autriche comme gouverneur général (fin juin) ; pillage d'Alost par des troupes espagnoles mutinées (25 juillet) ; arrestation des membres du Conseil d'État et début de la « République bruxelloise » (4 septembre) ; bataille de Vissenaken (14 septembre) ; début du siège du château des Espagnols de Gand (15 septembre) ; arrivée de don Juan à Luxembourg (4 novembre) ; sac d'Anvers par des troupes espagnoles mutinées (7 novembre) ; la pacification de Gand est officialisée par le Conseil d'État (8 novembre). | Mort de Luis de Requesens (5 mars), non remplacé dans l'immédiat ; dissolution du Conseil des troubles par le Conseil d'État (14 mai) ; fin du siège de Zierikzee (29 juin) ; nomination de don Juan d'Autriche comme gouverneur général (fin juin) ; pillage d'Alost par des troupes espagnoles mutinées (25 juillet) ; arrestation des membres du Conseil d'État et début de la « République bruxelloise » (4 septembre) ; bataille de Vissenaken (14 septembre) ; début du siège du château des Espagnols de Gand (15 septembre) ; arrivée de don Juan à Luxembourg (4 novembre) ; sac d'Anvers par des troupes espagnoles mutinées (7 novembre) ; la pacification de Gand est officialisée par le Conseil d'État (8 novembre). | Mort de Luis de Requesens (5 mars), non remplacé dans l'immédiat ; dissolution du Conseil des troubles par le Conseil d'État (14 mai) ; fin du siège de Zierikzee (29 juin) ; nomination de don Juan d'Autriche comme gouverneur général (fin juin) ; pillage d'Alost par des troupes espagnoles mutinées (25 juillet) ; arrestation des membres du Conseil d'État et début de la « République bruxelloise » (4 septembre) ; bataille de Vissenaken (14 septembre) ; début du siège du château des Espagnols de Gand (15 septembre) ; arrivée de don Juan à Luxembourg (4 novembre) ; sac d'Anvers par des troupes espagnoles mutinées (7 novembre) ; la pacification de Gand est officialisée par le Conseil d'État (8 novembre). | Guillaume Ier d'Orange                                             |                                                            |
| 1577  | Philippe II Philippe II | Juan d'Autriche                               | Union de Bruxelles (9 janvier), précisant les modalités d'application de la pacification de Gand ; don Juan signe l'édit perpétuel (12 février) ; « Joyeuse Entrée » de don Juan à Bruxelles (avril) ; assaut du château de Vredenburg (nl) à Utrecht par Trijn van Leemput (2 mai) ; départ de don Juan de Bruxelles pour Namur (juillet) ; entrevue de don Juan avec Marguerite de Valois ; prise de la citadelle de Namur par don Juan (juillet) ; 1er siège de Bréda (4 août-4 octobre) ; appel des États généraux à l'archiduc Matthias de Habsbourg (septembre) ; retour triomphal de Guillaume d'Orange à Bruxelles (23 septembre) en présence de l'ambassadeur d'Angleterre ; prise de contrôle de Gand par les calvinistes (28 octobre) et arrestation du duc d'Aerschot ; arrivée de Matthias de Habsbourg à Maastricht, puis à Anvers, lieu de résidence de Guillaume d'Orange ; révocation de don Juan par les États généraux (7 décembre) et nomination de Matthias pour le remplacer ; arrivée à Luxembourg des renforts espagnols et d'Alexandre Farnèse (18 décembre). | Union de Bruxelles (9 janvier), précisant les modalités d'application de la pacification de Gand ; don Juan signe l'édit perpétuel (12 février) ; « Joyeuse Entrée » de don Juan à Bruxelles (avril) ; assaut du château de Vredenburg (nl) à Utrecht par Trijn van Leemput (2 mai) ; départ de don Juan de Bruxelles pour Namur (juillet) ; entrevue de don Juan avec Marguerite de Valois ; prise de la citadelle de Namur par don Juan (juillet) ; 1er siège de Bréda (4 août-4 octobre) ; appel des États généraux à l'archiduc Matthias de Habsbourg (septembre) ; retour triomphal de Guillaume d'Orange à Bruxelles (23 septembre) en présence de l'ambassadeur d'Angleterre ; prise de contrôle de Gand par les calvinistes (28 octobre) et arrestation du duc d'Aerschot ; arrivée de Matthias de Habsbourg à Maastricht, puis à Anvers, lieu de résidence de Guillaume d'Orange ; révocation de don Juan par les États généraux (7 décembre) et nomination de Matthias pour le remplacer ; arrivée à Luxembourg des renforts espagnols et d'Alexandre Farnèse (18 décembre). | Union de Bruxelles (9 janvier), précisant les modalités d'application de la pacification de Gand ; don Juan signe l'édit perpétuel (12 février) ; « Joyeuse Entrée » de don Juan à Bruxelles (avril) ; assaut du château de Vredenburg (nl) à Utrecht par Trijn van Leemput (2 mai) ; départ de don Juan de Bruxelles pour Namur (juillet) ; entrevue de don Juan avec Marguerite de Valois ; prise de la citadelle de Namur par don Juan (juillet) ; 1er siège de Bréda (4 août-4 octobre) ; appel des États généraux à l'archiduc Matthias de Habsbourg (septembre) ; retour triomphal de Guillaume d'Orange à Bruxelles (23 septembre) en présence de l'ambassadeur d'Angleterre ; prise de contrôle de Gand par les calvinistes (28 octobre) et arrestation du duc d'Aerschot ; arrivée de Matthias de Habsbourg à Maastricht, puis à Anvers, lieu de résidence de Guillaume d'Orange ; révocation de don Juan par les États généraux (7 décembre) et nomination de Matthias pour le remplacer ; arrivée à Luxembourg des renforts espagnols et d'Alexandre Farnèse (18 décembre). | Union de Bruxelles (9 janvier), précisant les modalités d'application de la pacification de Gand ; don Juan signe l'édit perpétuel (12 février) ; « Joyeuse Entrée » de don Juan à Bruxelles (avril) ; assaut du château de Vredenburg (nl) à Utrecht par Trijn van Leemput (2 mai) ; départ de don Juan de Bruxelles pour Namur (juillet) ; entrevue de don Juan avec Marguerite de Valois ; prise de la citadelle de Namur par don Juan (juillet) ; 1er siège de Bréda (4 août-4 octobre) ; appel des États généraux à l'archiduc Matthias de Habsbourg (septembre) ; retour triomphal de Guillaume d'Orange à Bruxelles (23 septembre) en présence de l'ambassadeur d'Angleterre ; prise de contrôle de Gand par les calvinistes (28 octobre) et arrestation du duc d'Aerschot ; arrivée de Matthias de Habsbourg à Maastricht, puis à Anvers, lieu de résidence de Guillaume d'Orange ; révocation de don Juan par les États généraux (7 décembre) et nomination de Matthias pour le remplacer ; arrivée à Luxembourg des renforts espagnols et d'Alexandre Farnèse (18 décembre). | Union de Bruxelles (9 janvier), précisant les modalités d'application de la pacification de Gand ; don Juan signe l'édit perpétuel (12 février) ; « Joyeuse Entrée » de don Juan à Bruxelles (avril) ; assaut du château de Vredenburg (nl) à Utrecht par Trijn van Leemput (2 mai) ; départ de don Juan de Bruxelles pour Namur (juillet) ; entrevue de don Juan avec Marguerite de Valois ; prise de la citadelle de Namur par don Juan (juillet) ; 1er siège de Bréda (4 août-4 octobre) ; appel des États généraux à l'archiduc Matthias de Habsbourg (septembre) ; retour triomphal de Guillaume d'Orange à Bruxelles (23 septembre) en présence de l'ambassadeur d'Angleterre ; prise de contrôle de Gand par les calvinistes (28 octobre) et arrestation du duc d'Aerschot ; arrivée de Matthias de Habsbourg à Maastricht, puis à Anvers, lieu de résidence de Guillaume d'Orange ; révocation de don Juan par les États généraux (7 décembre) et nomination de Matthias pour le remplacer ; arrivée à Luxembourg des renforts espagnols et d'Alexandre Farnèse (18 décembre). | Union de Bruxelles (9 janvier), précisant les modalités d'application de la pacification de Gand ; don Juan signe l'édit perpétuel (12 février) ; « Joyeuse Entrée » de don Juan à Bruxelles (avril) ; assaut du château de Vredenburg (nl) à Utrecht par Trijn van Leemput (2 mai) ; départ de don Juan de Bruxelles pour Namur (juillet) ; entrevue de don Juan avec Marguerite de Valois ; prise de la citadelle de Namur par don Juan (juillet) ; 1er siège de Bréda (4 août-4 octobre) ; appel des États généraux à l'archiduc Matthias de Habsbourg (septembre) ; retour triomphal de Guillaume d'Orange à Bruxelles (23 septembre) en présence de l'ambassadeur d'Angleterre ; prise de contrôle de Gand par les calvinistes (28 octobre) et arrestation du duc d'Aerschot ; arrivée de Matthias de Habsbourg à Maastricht, puis à Anvers, lieu de résidence de Guillaume d'Orange ; révocation de don Juan par les États généraux (7 décembre) et nomination de Matthias pour le remplacer ; arrivée à Luxembourg des renforts espagnols et d'Alexandre Farnèse (18 décembre). | Union de Bruxelles (9 janvier), précisant les modalités d'application de la pacification de Gand ; don Juan signe l'édit perpétuel (12 février) ; « Joyeuse Entrée » de don Juan à Bruxelles (avril) ; assaut du château de Vredenburg (nl) à Utrecht par Trijn van Leemput (2 mai) ; départ de don Juan de Bruxelles pour Namur (juillet) ; entrevue de don Juan avec Marguerite de Valois ; prise de la citadelle de Namur par don Juan (juillet) ; 1er siège de Bréda (4 août-4 octobre) ; appel des États généraux à l'archiduc Matthias de Habsbourg (septembre) ; retour triomphal de Guillaume d'Orange à Bruxelles (23 septembre) en présence de l'ambassadeur d'Angleterre ; prise de contrôle de Gand par les calvinistes (28 octobre) et arrestation du duc d'Aerschot ; arrivée de Matthias de Habsbourg à Maastricht, puis à Anvers, lieu de résidence de Guillaume d'Orange ; révocation de don Juan par les États généraux (7 décembre) et nomination de Matthias pour le remplacer ; arrivée à Luxembourg des renforts espagnols et d'Alexandre Farnèse (18 décembre). | Union de Bruxelles (9 janvier), précisant les modalités d'application de la pacification de Gand ; don Juan signe l'édit perpétuel (12 février) ; « Joyeuse Entrée » de don Juan à Bruxelles (avril) ; assaut du château de Vredenburg (nl) à Utrecht par Trijn van Leemput (2 mai) ; départ de don Juan de Bruxelles pour Namur (juillet) ; entrevue de don Juan avec Marguerite de Valois ; prise de la citadelle de Namur par don Juan (juillet) ; 1er siège de Bréda (4 août-4 octobre) ; appel des États généraux à l'archiduc Matthias de Habsbourg (septembre) ; retour triomphal de Guillaume d'Orange à Bruxelles (23 septembre) en présence de l'ambassadeur d'Angleterre ; prise de contrôle de Gand par les calvinistes (28 octobre) et arrestation du duc d'Aerschot ; arrivée de Matthias de Habsbourg à Maastricht, puis à Anvers, lieu de résidence de Guillaume d'Orange ; révocation de don Juan par les États généraux (7 décembre) et nomination de Matthias pour le remplacer ; arrivée à Luxembourg des renforts espagnols et d'Alexandre Farnèse (18 décembre). | Union de Bruxelles (9 janvier), précisant les modalités d'application de la pacification de Gand ; don Juan signe l'édit perpétuel (12 février) ; « Joyeuse Entrée » de don Juan à Bruxelles (avril) ; assaut du château de Vredenburg (nl) à Utrecht par Trijn van Leemput (2 mai) ; départ de don Juan de Bruxelles pour Namur (juillet) ; entrevue de don Juan avec Marguerite de Valois ; prise de la citadelle de Namur par don Juan (juillet) ; 1er siège de Bréda (4 août-4 octobre) ; appel des États généraux à l'archiduc Matthias de Habsbourg (septembre) ; retour triomphal de Guillaume d'Orange à Bruxelles (23 septembre) en présence de l'ambassadeur d'Angleterre ; prise de contrôle de Gand par les calvinistes (28 octobre) et arrestation du duc d'Aerschot ; arrivée de Matthias de Habsbourg à Maastricht, puis à Anvers, lieu de résidence de Guillaume d'Orange ; révocation de don Juan par les États généraux (7 décembre) et nomination de Matthias pour le remplacer ; arrivée à Luxembourg des renforts espagnols et d'Alexandre Farnèse (18 décembre). | Union de Bruxelles (9 janvier), précisant les modalités d'application de la pacification de Gand ; don Juan signe l'édit perpétuel (12 février) ; « Joyeuse Entrée » de don Juan à Bruxelles (avril) ; assaut du château de Vredenburg (nl) à Utrecht par Trijn van Leemput (2 mai) ; départ de don Juan de Bruxelles pour Namur (juillet) ; entrevue de don Juan avec Marguerite de Valois ; prise de la citadelle de Namur par don Juan (juillet) ; 1er siège de Bréda (4 août-4 octobre) ; appel des États généraux à l'archiduc Matthias de Habsbourg (septembre) ; retour triomphal de Guillaume d'Orange à Bruxelles (23 septembre) en présence de l'ambassadeur d'Angleterre ; prise de contrôle de Gand par les calvinistes (28 octobre) et arrestation du duc d'Aerschot ; arrivée de Matthias de Habsbourg à Maastricht, puis à Anvers, lieu de résidence de Guillaume d'Orange ; révocation de don Juan par les États généraux (7 décembre) et nomination de Matthias pour le remplacer ; arrivée à Luxembourg des renforts espagnols et d'Alexandre Farnèse (18 décembre). | Guillaume Ier d'Orange                                             |                                                            |
| 1578  | Philippe II Philippe II | Juan d'Autriche                               | Nomination par les États généraux de Guillaume d'Orange comme lieutenant de Matthias (8 janvier) ; entrée à Bruxelles de Matthias de Habsbourg gouverneur général désigné par les États généraux (18 janvier) ; départ de l'armée des États généraux vers Namur ; bataille de Gembloux (31 janvier) ; siège de Zichem (20-24 février) ; siège de Nivelles (8-12 mars) ; bataille de Rijmenam (1er août) ; 1er siège de Deventer (3 août-19 novembre) ; François d'Anjou « protecteur de la liberté des Pays-Bas » (13 août) ; siège et prise de Binche (22 septembre-7 octobre) par François d'Anjou ; mort de don Juan d'Autriche (1er octobre) ; prise de Menin par Emmanuel de Lalaing (1er octobre) ; Alexandre Farnèse devient gouverneur général au nom de Philippe II ; prise de Dahlem (nl) ; siège de Limbourg (nl) | Nomination par les États généraux de Guillaume d'Orange comme lieutenant de Matthias (8 janvier) ; entrée à Bruxelles de Matthias de Habsbourg gouverneur général désigné par les États généraux (18 janvier) ; départ de l'armée des États généraux vers Namur ; bataille de Gembloux (31 janvier) ; siège de Zichem (20-24 février) ; siège de Nivelles (8-12 mars) ; bataille de Rijmenam (1er août) ; 1er siège de Deventer (3 août-19 novembre) ; François d'Anjou « protecteur de la liberté des Pays-Bas » (13 août) ; siège et prise de Binche (22 septembre-7 octobre) par François d'Anjou ; mort de don Juan d'Autriche (1er octobre) ; prise de Menin par Emmanuel de Lalaing (1er octobre) ; Alexandre Farnèse devient gouverneur général au nom de Philippe II ; prise de Dahlem (nl) ; siège de Limbourg (nl) | Nomination par les États généraux de Guillaume d'Orange comme lieutenant de Matthias (8 janvier) ; entrée à Bruxelles de Matthias de Habsbourg gouverneur général désigné par les États généraux (18 janvier) ; départ de l'armée des États généraux vers Namur ; bataille de Gembloux (31 janvier) ; siège de Zichem (20-24 février) ; siège de Nivelles (8-12 mars) ; bataille de Rijmenam (1er août) ; 1er siège de Deventer (3 août-19 novembre) ; François d'Anjou « protecteur de la liberté des Pays-Bas » (13 août) ; siège et prise de Binche (22 septembre-7 octobre) par François d'Anjou ; mort de don Juan d'Autriche (1er octobre) ; prise de Menin par Emmanuel de Lalaing (1er octobre) ; Alexandre Farnèse devient gouverneur général au nom de Philippe II ; prise de Dahlem (nl) ; siège de Limbourg (nl) | Nomination par les États généraux de Guillaume d'Orange comme lieutenant de Matthias (8 janvier) ; entrée à Bruxelles de Matthias de Habsbourg gouverneur général désigné par les États généraux (18 janvier) ; départ de l'armée des États généraux vers Namur ; bataille de Gembloux (31 janvier) ; siège de Zichem (20-24 février) ; siège de Nivelles (8-12 mars) ; bataille de Rijmenam (1er août) ; 1er siège de Deventer (3 août-19 novembre) ; François d'Anjou « protecteur de la liberté des Pays-Bas » (13 août) ; siège et prise de Binche (22 septembre-7 octobre) par François d'Anjou ; mort de don Juan d'Autriche (1er octobre) ; prise de Menin par Emmanuel de Lalaing (1er octobre) ; Alexandre Farnèse devient gouverneur général au nom de Philippe II ; prise de Dahlem (nl) ; siège de Limbourg (nl) | Nomination par les États généraux de Guillaume d'Orange comme lieutenant de Matthias (8 janvier) ; entrée à Bruxelles de Matthias de Habsbourg gouverneur général désigné par les États généraux (18 janvier) ; départ de l'armée des États généraux vers Namur ; bataille de Gembloux (31 janvier) ; siège de Zichem (20-24 février) ; siège de Nivelles (8-12 mars) ; bataille de Rijmenam (1er août) ; 1er siège de Deventer (3 août-19 novembre) ; François d'Anjou « protecteur de la liberté des Pays-Bas » (13 août) ; siège et prise de Binche (22 septembre-7 octobre) par François d'Anjou ; mort de don Juan d'Autriche (1er octobre) ; prise de Menin par Emmanuel de Lalaing (1er octobre) ; Alexandre Farnèse devient gouverneur général au nom de Philippe II ; prise de Dahlem (nl) ; siège de Limbourg (nl) | Nomination par les États généraux de Guillaume d'Orange comme lieutenant de Matthias (8 janvier) ; entrée à Bruxelles de Matthias de Habsbourg gouverneur général désigné par les États généraux (18 janvier) ; départ de l'armée des États généraux vers Namur ; bataille de Gembloux (31 janvier) ; siège de Zichem (20-24 février) ; siège de Nivelles (8-12 mars) ; bataille de Rijmenam (1er août) ; 1er siège de Deventer (3 août-19 novembre) ; François d'Anjou « protecteur de la liberté des Pays-Bas » (13 août) ; siège et prise de Binche (22 septembre-7 octobre) par François d'Anjou ; mort de don Juan d'Autriche (1er octobre) ; prise de Menin par Emmanuel de Lalaing (1er octobre) ; Alexandre Farnèse devient gouverneur général au nom de Philippe II ; prise de Dahlem (nl) ; siège de Limbourg (nl) | Nomination par les États généraux de Guillaume d'Orange comme lieutenant de Matthias (8 janvier) ; entrée à Bruxelles de Matthias de Habsbourg gouverneur général désigné par les États généraux (18 janvier) ; départ de l'armée des États généraux vers Namur ; bataille de Gembloux (31 janvier) ; siège de Zichem (20-24 février) ; siège de Nivelles (8-12 mars) ; bataille de Rijmenam (1er août) ; 1er siège de Deventer (3 août-19 novembre) ; François d'Anjou « protecteur de la liberté des Pays-Bas » (13 août) ; siège et prise de Binche (22 septembre-7 octobre) par François d'Anjou ; mort de don Juan d'Autriche (1er octobre) ; prise de Menin par Emmanuel de Lalaing (1er octobre) ; Alexandre Farnèse devient gouverneur général au nom de Philippe II ; prise de Dahlem (nl) ; siège de Limbourg (nl) | Nomination par les États généraux de Guillaume d'Orange comme lieutenant de Matthias (8 janvier) ; entrée à Bruxelles de Matthias de Habsbourg gouverneur général désigné par les États généraux (18 janvier) ; départ de l'armée des États généraux vers Namur ; bataille de Gembloux (31 janvier) ; siège de Zichem (20-24 février) ; siège de Nivelles (8-12 mars) ; bataille de Rijmenam (1er août) ; 1er siège de Deventer (3 août-19 novembre) ; François d'Anjou « protecteur de la liberté des Pays-Bas » (13 août) ; siège et prise de Binche (22 septembre-7 octobre) par François d'Anjou ; mort de don Juan d'Autriche (1er octobre) ; prise de Menin par Emmanuel de Lalaing (1er octobre) ; Alexandre Farnèse devient gouverneur général au nom de Philippe II ; prise de Dahlem (nl) ; siège de Limbourg (nl) | Les Pays-Bas en 1579 | Les Pays-Bas en 1579 | Guillaume Ier d'Orange                                             |                                                            |
| 1579  | Philippe II Philippe II | Alexandre Farnèse                             | Union d'Arras (6 janvier) ; Union d'Utrecht (23 janvier), origine des Provinces-Unies ; siège de Maastricht (mars-juin). | Union d'Arras (6 janvier) ; Union d'Utrecht (23 janvier), origine des Provinces-Unies ; siège de Maastricht (mars-juin). | Union d'Arras (6 janvier) ; Union d'Utrecht (23 janvier), origine des Provinces-Unies ; siège de Maastricht (mars-juin). | Union d'Arras (6 janvier) ; Union d'Utrecht (23 janvier), origine des Provinces-Unies ; siège de Maastricht (mars-juin). | Union d'Arras (6 janvier) ; Union d'Utrecht (23 janvier), origine des Provinces-Unies ; siège de Maastricht (mars-juin). | Union d'Arras (6 janvier) ; Union d'Utrecht (23 janvier), origine des Provinces-Unies ; siège de Maastricht (mars-juin). | Union d'Arras (6 janvier) ; Union d'Utrecht (23 janvier), origine des Provinces-Unies ; siège de Maastricht (mars-juin). | Union d'Arras (6 janvier) ; Union d'Utrecht (23 janvier), origine des Provinces-Unies ; siège de Maastricht (mars-juin). | Les Pays-Bas en 1579 | Les Pays-Bas en 1579 | Guillaume Ier d'Orange                                             |                                                            |
| 1580  | Philippe II Philippe II | Alexandre Farnèse                             | Prise de Courtrai par les Malcontents (26 février) ; proscription de Guillaume d'Orange, dont la tête est mise à prix (mars) ; Furie anglaise à Malines (9 avril) ; bataille de Hardenbergerveld (nl) (17 juin) ; traité de Plessis-lès-Tours (19 septembre) entre les États généraux et François d'Anjou, envisagé comme nouveau souverain à la place de Philippe II. | Prise de Courtrai par les Malcontents (26 février) ; proscription de Guillaume d'Orange, dont la tête est mise à prix (mars) ; Furie anglaise à Malines (9 avril) ; bataille de Hardenbergerveld (nl) (17 juin) ; traité de Plessis-lès-Tours (19 septembre) entre les États généraux et François d'Anjou, envisagé comme nouveau souverain à la place de Philippe II. | Prise de Courtrai par les Malcontents (26 février) ; proscription de Guillaume d'Orange, dont la tête est mise à prix (mars) ; Furie anglaise à Malines (9 avril) ; bataille de Hardenbergerveld (nl) (17 juin) ; traité de Plessis-lès-Tours (19 septembre) entre les États généraux et François d'Anjou, envisagé comme nouveau souverain à la place de Philippe II. | Prise de Courtrai par les Malcontents (26 février) ; proscription de Guillaume d'Orange, dont la tête est mise à prix (mars) ; Furie anglaise à Malines (9 avril) ; bataille de Hardenbergerveld (nl) (17 juin) ; traité de Plessis-lès-Tours (19 septembre) entre les États généraux et François d'Anjou, envisagé comme nouveau souverain à la place de Philippe II. | Prise de Courtrai par les Malcontents (26 février) ; proscription de Guillaume d'Orange, dont la tête est mise à prix (mars) ; Furie anglaise à Malines (9 avril) ; bataille de Hardenbergerveld (nl) (17 juin) ; traité de Plessis-lès-Tours (19 septembre) entre les États généraux et François d'Anjou, envisagé comme nouveau souverain à la place de Philippe II. | Prise de Courtrai par les Malcontents (26 février) ; proscription de Guillaume d'Orange, dont la tête est mise à prix (mars) ; Furie anglaise à Malines (9 avril) ; bataille de Hardenbergerveld (nl) (17 juin) ; traité de Plessis-lès-Tours (19 septembre) entre les États généraux et François d'Anjou, envisagé comme nouveau souverain à la place de Philippe II. | Prise de Courtrai par les Malcontents (26 février) ; proscription de Guillaume d'Orange, dont la tête est mise à prix (mars) ; Furie anglaise à Malines (9 avril) ; bataille de Hardenbergerveld (nl) (17 juin) ; traité de Plessis-lès-Tours (19 septembre) entre les États généraux et François d'Anjou, envisagé comme nouveau souverain à la place de Philippe II. | Prise de Courtrai par les Malcontents (26 février) ; proscription de Guillaume d'Orange, dont la tête est mise à prix (mars) ; Furie anglaise à Malines (9 avril) ; bataille de Hardenbergerveld (nl) (17 juin) ; traité de Plessis-lès-Tours (19 septembre) entre les États généraux et François d'Anjou, envisagé comme nouveau souverain à la place de Philippe II. | Prise de Courtrai par les Malcontents (26 février) ; proscription de Guillaume d'Orange, dont la tête est mise à prix (mars) ; Furie anglaise à Malines (9 avril) ; bataille de Hardenbergerveld (nl) (17 juin) ; traité de Plessis-lès-Tours (19 septembre) entre les États généraux et François d'Anjou, envisagé comme nouveau souverain à la place de Philippe II. | Prise de Courtrai par les Malcontents (26 février) ; proscription de Guillaume d'Orange, dont la tête est mise à prix (mars) ; Furie anglaise à Malines (9 avril) ; bataille de Hardenbergerveld (nl) (17 juin) ; traité de Plessis-lès-Tours (19 septembre) entre les États généraux et François d'Anjou, envisagé comme nouveau souverain à la place de Philippe II. | Guillaume Ier d'Orange                                             |                                                            |
| 1581  | Philippe II Philippe II | Alexandre Farnèse                             | Acte de déposition de Philippe II par les États généraux (26 juillet) ; 2e siège de Bréda (26-27 juillet) ; bataille de Noordhorn (30 septembre) ; siège de Tournai (4 octobre-30 novembre) ; publication de l'Apologie de Guillaume d'Orange (décembre). | Acte de déposition de Philippe II par les États généraux (26 juillet) ; 2e siège de Bréda (26-27 juillet) ; bataille de Noordhorn (30 septembre) ; siège de Tournai (4 octobre-30 novembre) ; publication de l'Apologie de Guillaume d'Orange (décembre). | Acte de déposition de Philippe II par les États généraux (26 juillet) ; 2e siège de Bréda (26-27 juillet) ; bataille de Noordhorn (30 septembre) ; siège de Tournai (4 octobre-30 novembre) ; publication de l'Apologie de Guillaume d'Orange (décembre). | Acte de déposition de Philippe II par les États généraux (26 juillet) ; 2e siège de Bréda (26-27 juillet) ; bataille de Noordhorn (30 septembre) ; siège de Tournai (4 octobre-30 novembre) ; publication de l'Apologie de Guillaume d'Orange (décembre). | Acte de déposition de Philippe II par les États généraux (26 juillet) ; 2e siège de Bréda (26-27 juillet) ; bataille de Noordhorn (30 septembre) ; siège de Tournai (4 octobre-30 novembre) ; publication de l'Apologie de Guillaume d'Orange (décembre). | Acte de déposition de Philippe II par les États généraux (26 juillet) ; 2e siège de Bréda (26-27 juillet) ; bataille de Noordhorn (30 septembre) ; siège de Tournai (4 octobre-30 novembre) ; publication de l'Apologie de Guillaume d'Orange (décembre). | Acte de déposition de Philippe II par les États généraux (26 juillet) ; 2e siège de Bréda (26-27 juillet) ; bataille de Noordhorn (30 septembre) ; siège de Tournai (4 octobre-30 novembre) ; publication de l'Apologie de Guillaume d'Orange (décembre). | Acte de déposition de Philippe II par les États généraux (26 juillet) ; 2e siège de Bréda (26-27 juillet) ; bataille de Noordhorn (30 septembre) ; siège de Tournai (4 octobre-30 novembre) ; publication de l'Apologie de Guillaume d'Orange (décembre). | Acte de déposition de Philippe II par les États généraux (26 juillet) ; 2e siège de Bréda (26-27 juillet) ; bataille de Noordhorn (30 septembre) ; siège de Tournai (4 octobre-30 novembre) ; publication de l'Apologie de Guillaume d'Orange (décembre). | Acte de déposition de Philippe II par les États généraux (26 juillet) ; 2e siège de Bréda (26-27 juillet) ; bataille de Noordhorn (30 septembre) ; siège de Tournai (4 octobre-30 novembre) ; publication de l'Apologie de Guillaume d'Orange (décembre). | Guillaume Ier d'Orange                                             |                                                            |
| 1582  | Philippe II Philippe II | Alexandre Farnèse                             | « Joyeuse Entrée » de François d'Anjou à Anvers (février), où il est couronné duc de Brabant ; prise d'Alost (23 avril) ; siège d'Audenarde (?-2 juillet) ; surprise de Lierre (2 août) | « Joyeuse Entrée » de François d'Anjou à Anvers (février), où il est couronné duc de Brabant ; prise d'Alost (23 avril) ; siège d'Audenarde (?-2 juillet) ; surprise de Lierre (2 août) | « Joyeuse Entrée » de François d'Anjou à Anvers (février), où il est couronné duc de Brabant ; prise d'Alost (23 avril) ; siège d'Audenarde (?-2 juillet) ; surprise de Lierre (2 août) | « Joyeuse Entrée » de François d'Anjou à Anvers (février), où il est couronné duc de Brabant ; prise d'Alost (23 avril) ; siège d'Audenarde (?-2 juillet) ; surprise de Lierre (2 août) | « Joyeuse Entrée » de François d'Anjou à Anvers (février), où il est couronné duc de Brabant ; prise d'Alost (23 avril) ; siège d'Audenarde (?-2 juillet) ; surprise de Lierre (2 août) | « Joyeuse Entrée » de François d'Anjou à Anvers (février), où il est couronné duc de Brabant ; prise d'Alost (23 avril) ; siège d'Audenarde (?-2 juillet) ; surprise de Lierre (2 août) | Attentat manqué de Jean de Jauregui contre le Stathouder (18 mars) | Attentat manqué de Jean de Jauregui contre le Stathouder (18 mars) | Attentat manqué de Jean de Jauregui contre le Stathouder (18 mars) | Attentat manqué de Jean de Jauregui contre le Stathouder (18 mars) | Attentat manqué de Jean de Jauregui contre le Stathouder (18 mars) |                                                            |
| 1583  | Philippe II Philippe II | Alexandre Farnèse                             | François d'Anjou ordonne l'attaque d'Anvers (février) ; début du siège de Gand (octobre) ; prise d'Alost (3 novembre). | François d'Anjou ordonne l'attaque d'Anvers (février) ; début du siège de Gand (octobre) ; prise d'Alost (3 novembre). | François d'Anjou ordonne l'attaque d'Anvers (février) ; début du siège de Gand (octobre) ; prise d'Alost (3 novembre). | François d'Anjou ordonne l'attaque d'Anvers (février) ; début du siège de Gand (octobre) ; prise d'Alost (3 novembre). | François d'Anjou ordonne l'attaque d'Anvers (février) ; début du siège de Gand (octobre) ; prise d'Alost (3 novembre). | François d'Anjou ordonne l'attaque d'Anvers (février) ; début du siège de Gand (octobre) ; prise d'Alost (3 novembre). | François d'Anjou ordonne l'attaque d'Anvers (février) ; début du siège de Gand (octobre) ; prise d'Alost (3 novembre). | François d'Anjou ordonne l'attaque d'Anvers (février) ; début du siège de Gand (octobre) ; prise d'Alost (3 novembre). | François d'Anjou ordonne l'attaque d'Anvers (février) ; début du siège de Gand (octobre) ; prise d'Alost (3 novembre). | François d'Anjou ordonne l'attaque d'Anvers (février) ; début du siège de Gand (octobre) ; prise d'Alost (3 novembre). | Guillaume Ier d'Orange                                             |                                                            |
| 1584  | Philippe II Philippe II | Alexandre Farnèse                             | Mort de François d'Anjou (10 juin) ; siège avorté de Zutphen ; début du siège de Bruxelles (août) ; reddition de Gand (17 septembre). | Mort de François d'Anjou (10 juin) ; siège avorté de Zutphen ; début du siège de Bruxelles (août) ; reddition de Gand (17 septembre). | Mort de François d'Anjou (10 juin) ; siège avorté de Zutphen ; début du siège de Bruxelles (août) ; reddition de Gand (17 septembre). | Mort de François d'Anjou (10 juin) ; siège avorté de Zutphen ; début du siège de Bruxelles (août) ; reddition de Gand (17 septembre). | Mort de François d'Anjou (10 juin) ; siège avorté de Zutphen ; début du siège de Bruxelles (août) ; reddition de Gand (17 septembre). | Mort de François d'Anjou (10 juin) ; siège avorté de Zutphen ; début du siège de Bruxelles (août) ; reddition de Gand (17 septembre). | Assassinat du Stathouder par Balthazar Gérard (10 juillet) | Assassinat du Stathouder par Balthazar Gérard (10 juillet) | Assassinat du Stathouder par Balthazar Gérard (10 juillet) | Assassinat du Stathouder par Balthazar Gérard (10 juillet) | Assassinat du Stathouder par Balthazar Gérard (10 juillet)         | Assassinat du Stathouder par Balthazar Gérard (10 juillet) |
| 1585  | Philippe II Philippe II | Alexandre Farnèse                             | Reddition de Bruxelles (10 mars) ; traité de Sans-Pareil entre l'Angleterre et les Provinces-Unies (10 août), suivi par l'envoi de troupes anglaises aux Pays-Bas (début de la guerre anglo-espagnole) sous le commandement de Robert Dudley, comte de Leicester, lieutenant général des Provinces-Unies ; prise d'Anvers par Alexandre Farnèse (18 août) ; bataille d'Empel (8 décembre) ; Maurice de Nassau nommé stathouder de Hollande et de Zélande ; début du projet d'expédition espagnole contre l'Angleterre, dite Invincible Armada. | Reddition de Bruxelles (10 mars) ; traité de Sans-Pareil entre l'Angleterre et les Provinces-Unies (10 août), suivi par l'envoi de troupes anglaises aux Pays-Bas (début de la guerre anglo-espagnole) sous le commandement de Robert Dudley, comte de Leicester, lieutenant général des Provinces-Unies ; prise d'Anvers par Alexandre Farnèse (18 août) ; bataille d'Empel (8 décembre) ; Maurice de Nassau nommé stathouder de Hollande et de Zélande ; début du projet d'expédition espagnole contre l'Angleterre, dite Invincible Armada. | Reddition de Bruxelles (10 mars) ; traité de Sans-Pareil entre l'Angleterre et les Provinces-Unies (10 août), suivi par l'envoi de troupes anglaises aux Pays-Bas (début de la guerre anglo-espagnole) sous le commandement de Robert Dudley, comte de Leicester, lieutenant général des Provinces-Unies ; prise d'Anvers par Alexandre Farnèse (18 août) ; bataille d'Empel (8 décembre) ; Maurice de Nassau nommé stathouder de Hollande et de Zélande ; début du projet d'expédition espagnole contre l'Angleterre, dite Invincible Armada. | Reddition de Bruxelles (10 mars) ; traité de Sans-Pareil entre l'Angleterre et les Provinces-Unies (10 août), suivi par l'envoi de troupes anglaises aux Pays-Bas (début de la guerre anglo-espagnole) sous le commandement de Robert Dudley, comte de Leicester, lieutenant général des Provinces-Unies ; prise d'Anvers par Alexandre Farnèse (18 août) ; bataille d'Empel (8 décembre) ; Maurice de Nassau nommé stathouder de Hollande et de Zélande ; début du projet d'expédition espagnole contre l'Angleterre, dite Invincible Armada. | Reddition de Bruxelles (10 mars) ; traité de Sans-Pareil entre l'Angleterre et les Provinces-Unies (10 août), suivi par l'envoi de troupes anglaises aux Pays-Bas (début de la guerre anglo-espagnole) sous le commandement de Robert Dudley, comte de Leicester, lieutenant général des Provinces-Unies ; prise d'Anvers par Alexandre Farnèse (18 août) ; bataille d'Empel (8 décembre) ; Maurice de Nassau nommé stathouder de Hollande et de Zélande ; début du projet d'expédition espagnole contre l'Angleterre, dite Invincible Armada. | Reddition de Bruxelles (10 mars) ; traité de Sans-Pareil entre l'Angleterre et les Provinces-Unies (10 août), suivi par l'envoi de troupes anglaises aux Pays-Bas (début de la guerre anglo-espagnole) sous le commandement de Robert Dudley, comte de Leicester, lieutenant général des Provinces-Unies ; prise d'Anvers par Alexandre Farnèse (18 août) ; bataille d'Empel (8 décembre) ; Maurice de Nassau nommé stathouder de Hollande et de Zélande ; début du projet d'expédition espagnole contre l'Angleterre, dite Invincible Armada. | Reddition de Bruxelles (10 mars) ; traité de Sans-Pareil entre l'Angleterre et les Provinces-Unies (10 août), suivi par l'envoi de troupes anglaises aux Pays-Bas (début de la guerre anglo-espagnole) sous le commandement de Robert Dudley, comte de Leicester, lieutenant général des Provinces-Unies ; prise d'Anvers par Alexandre Farnèse (18 août) ; bataille d'Empel (8 décembre) ; Maurice de Nassau nommé stathouder de Hollande et de Zélande ; début du projet d'expédition espagnole contre l'Angleterre, dite Invincible Armada. | Reddition de Bruxelles (10 mars) ; traité de Sans-Pareil entre l'Angleterre et les Provinces-Unies (10 août), suivi par l'envoi de troupes anglaises aux Pays-Bas (début de la guerre anglo-espagnole) sous le commandement de Robert Dudley, comte de Leicester, lieutenant général des Provinces-Unies ; prise d'Anvers par Alexandre Farnèse (18 août) ; bataille d'Empel (8 décembre) ; Maurice de Nassau nommé stathouder de Hollande et de Zélande ; début du projet d'expédition espagnole contre l'Angleterre, dite Invincible Armada. | Reddition de Bruxelles (10 mars) ; traité de Sans-Pareil entre l'Angleterre et les Provinces-Unies (10 août), suivi par l'envoi de troupes anglaises aux Pays-Bas (début de la guerre anglo-espagnole) sous le commandement de Robert Dudley, comte de Leicester, lieutenant général des Provinces-Unies ; prise d'Anvers par Alexandre Farnèse (18 août) ; bataille d'Empel (8 décembre) ; Maurice de Nassau nommé stathouder de Hollande et de Zélande ; début du projet d'expédition espagnole contre l'Angleterre, dite Invincible Armada. | Reddition de Bruxelles (10 mars) ; traité de Sans-Pareil entre l'Angleterre et les Provinces-Unies (10 août), suivi par l'envoi de troupes anglaises aux Pays-Bas (début de la guerre anglo-espagnole) sous le commandement de Robert Dudley, comte de Leicester, lieutenant général des Provinces-Unies ; prise d'Anvers par Alexandre Farnèse (18 août) ; bataille d'Empel (8 décembre) ; Maurice de Nassau nommé stathouder de Hollande et de Zélande ; début du projet d'expédition espagnole contre l'Angleterre, dite Invincible Armada. | Maurice de Nassau                                                  |                                                            |
| 1586  | Philippe II Philippe II | Alexandre Farnèse                             | Bataille de Boksum (17 janvier) ; siège de Grave (février-juin) ; raid sur Werl de Martin Schenk (mars 1586) ; bataille de Zutphen (22 septembre). | Bataille de Boksum (17 janvier) ; siège de Grave (février-juin) ; raid sur Werl de Martin Schenk (mars 1586) ; bataille de Zutphen (22 septembre). | Bataille de Boksum (17 janvier) ; siège de Grave (février-juin) ; raid sur Werl de Martin Schenk (mars 1586) ; bataille de Zutphen (22 septembre). | Bataille de Boksum (17 janvier) ; siège de Grave (février-juin) ; raid sur Werl de Martin Schenk (mars 1586) ; bataille de Zutphen (22 septembre). | Bataille de Boksum (17 janvier) ; siège de Grave (février-juin) ; raid sur Werl de Martin Schenk (mars 1586) ; bataille de Zutphen (22 septembre). | Bataille de Boksum (17 janvier) ; siège de Grave (février-juin) ; raid sur Werl de Martin Schenk (mars 1586) ; bataille de Zutphen (22 septembre). | Bataille de Boksum (17 janvier) ; siège de Grave (février-juin) ; raid sur Werl de Martin Schenk (mars 1586) ; bataille de Zutphen (22 septembre). | Bataille de Boksum (17 janvier) ; siège de Grave (février-juin) ; raid sur Werl de Martin Schenk (mars 1586) ; bataille de Zutphen (22 septembre). | Bataille de Boksum (17 janvier) ; siège de Grave (février-juin) ; raid sur Werl de Martin Schenk (mars 1586) ; bataille de Zutphen (22 septembre). | Bataille de Boksum (17 janvier) ; siège de Grave (février-juin) ; raid sur Werl de Martin Schenk (mars 1586) ; bataille de Zutphen (22 septembre). | Maurice de Nassau                                                  |                                                            |
| 1587  | Philippe II Philippe II | Alexandre Farnèse                             | Passage au service des Espagnols des officiers anglais William Stanley (en) (gouverneur de Deventer) et Rowland York (en) (commandant de la redoute de Zutphen) ; Robert Dudley ayant jusqu'au bout cru à leur loyauté, perd la confiance des États généraux et est renvoyé en Angleterre, ce qui ouvre à Maurice de Nassau la voie vers la fonction de lieutenant général | Passage au service des Espagnols des officiers anglais William Stanley (en) (gouverneur de Deventer) et Rowland York (en) (commandant de la redoute de Zutphen) ; Robert Dudley ayant jusqu'au bout cru à leur loyauté, perd la confiance des États généraux et est renvoyé en Angleterre, ce qui ouvre à Maurice de Nassau la voie vers la fonction de lieutenant général | Passage au service des Espagnols des officiers anglais William Stanley (en) (gouverneur de Deventer) et Rowland York (en) (commandant de la redoute de Zutphen) ; Robert Dudley ayant jusqu'au bout cru à leur loyauté, perd la confiance des États généraux et est renvoyé en Angleterre, ce qui ouvre à Maurice de Nassau la voie vers la fonction de lieutenant général | Passage au service des Espagnols des officiers anglais William Stanley (en) (gouverneur de Deventer) et Rowland York (en) (commandant de la redoute de Zutphen) ; Robert Dudley ayant jusqu'au bout cru à leur loyauté, perd la confiance des États généraux et est renvoyé en Angleterre, ce qui ouvre à Maurice de Nassau la voie vers la fonction de lieutenant général | Passage au service des Espagnols des officiers anglais William Stanley (en) (gouverneur de Deventer) et Rowland York (en) (commandant de la redoute de Zutphen) ; Robert Dudley ayant jusqu'au bout cru à leur loyauté, perd la confiance des États généraux et est renvoyé en Angleterre, ce qui ouvre à Maurice de Nassau la voie vers la fonction de lieutenant général | Passage au service des Espagnols des officiers anglais William Stanley (en) (gouverneur de Deventer) et Rowland York (en) (commandant de la redoute de Zutphen) ; Robert Dudley ayant jusqu'au bout cru à leur loyauté, perd la confiance des États généraux et est renvoyé en Angleterre, ce qui ouvre à Maurice de Nassau la voie vers la fonction de lieutenant général | Passage au service des Espagnols des officiers anglais William Stanley (en) (gouverneur de Deventer) et Rowland York (en) (commandant de la redoute de Zutphen) ; Robert Dudley ayant jusqu'au bout cru à leur loyauté, perd la confiance des États généraux et est renvoyé en Angleterre, ce qui ouvre à Maurice de Nassau la voie vers la fonction de lieutenant général | Passage au service des Espagnols des officiers anglais William Stanley (en) (gouverneur de Deventer) et Rowland York (en) (commandant de la redoute de Zutphen) ; Robert Dudley ayant jusqu'au bout cru à leur loyauté, perd la confiance des États généraux et est renvoyé en Angleterre, ce qui ouvre à Maurice de Nassau la voie vers la fonction de lieutenant général | Passage au service des Espagnols des officiers anglais William Stanley (en) (gouverneur de Deventer) et Rowland York (en) (commandant de la redoute de Zutphen) ; Robert Dudley ayant jusqu'au bout cru à leur loyauté, perd la confiance des États généraux et est renvoyé en Angleterre, ce qui ouvre à Maurice de Nassau la voie vers la fonction de lieutenant général | Passage au service des Espagnols des officiers anglais William Stanley (en) (gouverneur de Deventer) et Rowland York (en) (commandant de la redoute de Zutphen) ; Robert Dudley ayant jusqu'au bout cru à leur loyauté, perd la confiance des États généraux et est renvoyé en Angleterre, ce qui ouvre à Maurice de Nassau la voie vers la fonction de lieutenant général | Maurice de Nassau                                                  |                                                            |
| 1588  | Philippe II Philippe II | Alexandre Farnèse                             | Défaite de l'Invincible Armada au large de Gravelines (8 août) ; siège de Berg-op-Zoom (23 septembre-13 novembre). Siège de Wachtendonck. | Défaite de l'Invincible Armada au large de Gravelines (8 août) ; siège de Berg-op-Zoom (23 septembre-13 novembre). Siège de Wachtendonck. | Défaite de l'Invincible Armada au large de Gravelines (8 août) ; siège de Berg-op-Zoom (23 septembre-13 novembre). Siège de Wachtendonck. | Défaite de l'Invincible Armada au large de Gravelines (8 août) ; siège de Berg-op-Zoom (23 septembre-13 novembre). Siège de Wachtendonck. | Défaite de l'Invincible Armada au large de Gravelines (8 août) ; siège de Berg-op-Zoom (23 septembre-13 novembre). Siège de Wachtendonck. | Défaite de l'Invincible Armada au large de Gravelines (8 août) ; siège de Berg-op-Zoom (23 septembre-13 novembre). Siège de Wachtendonck. | Défaite de l'Invincible Armada au large de Gravelines (8 août) ; siège de Berg-op-Zoom (23 septembre-13 novembre). Siège de Wachtendonck. | Défaite de l'Invincible Armada au large de Gravelines (8 août) ; siège de Berg-op-Zoom (23 septembre-13 novembre). Siège de Wachtendonck. | Défaite de l'Invincible Armada au large de Gravelines (8 août) ; siège de Berg-op-Zoom (23 septembre-13 novembre). Siège de Wachtendonck. | Défaite de l'Invincible Armada au large de Gravelines (8 août) ; siège de Berg-op-Zoom (23 septembre-13 novembre). Siège de Wachtendonck. | Maurice de Nassau                                                  |                                                            |
| 1589  | Philippe II Philippe II | Alexandre Farnèse                             | Avènement du calviniste Henri de Navarre (Henri IV) au trône de France (2 août) | Avènement du calviniste Henri de Navarre (Henri IV) au trône de France (2 août) | Avènement du calviniste Henri de Navarre (Henri IV) au trône de France (2 août) | Avènement du calviniste Henri de Navarre (Henri IV) au trône de France (2 août) | Avènement du calviniste Henri de Navarre (Henri IV) au trône de France (2 août) | Avènement du calviniste Henri de Navarre (Henri IV) au trône de France (2 août) | Avènement du calviniste Henri de Navarre (Henri IV) au trône de France (2 août) | Avènement du calviniste Henri de Navarre (Henri IV) au trône de France (2 août) | Avènement du calviniste Henri de Navarre (Henri IV) au trône de France (2 août) | Avènement du calviniste Henri de Navarre (Henri IV) au trône de France (2 août) | Maurice de Nassau                                                  |                                                            |
| 1590  | Philippe II Philippe II | Alexandre Farnèse                             | Prise de Bréda (4 mars) ; émeute de Diest. | Prise de Bréda (4 mars) ; émeute de Diest. | Prise de Bréda (4 mars) ; émeute de Diest. | Prise de Bréda (4 mars) ; émeute de Diest. | Prise de Bréda (4 mars) ; émeute de Diest. | Prise de Bréda (4 mars) ; émeute de Diest. | Prise de Bréda (4 mars) ; émeute de Diest. | Prise de Bréda (4 mars) ; émeute de Diest. | Les Pays-Bas entre 1590 - 1592 | Les Pays-Bas entre 1590 - 1592 | Maurice de Nassau                                                  |                                                            |
| 1591  | Philippe II Philippe II | Alexandre Farnèse                             | Siège de Zutphen (19-30 mai) ; Siège de Deventer (1-10 juin) ; Prise de Delfzijl (nl) (2 juillet) ; Siège de Knodsenburg (nl) (15-25 juillet) ; Siège de Hulst (nl) (20-24 septembre). | Siège de Zutphen (19-30 mai) ; Siège de Deventer (1-10 juin) ; Prise de Delfzijl (nl) (2 juillet) ; Siège de Knodsenburg (nl) (15-25 juillet) ; Siège de Hulst (nl) (20-24 septembre). | Siège de Zutphen (19-30 mai) ; Siège de Deventer (1-10 juin) ; Prise de Delfzijl (nl) (2 juillet) ; Siège de Knodsenburg (nl) (15-25 juillet) ; Siège de Hulst (nl) (20-24 septembre). | Siège de Zutphen (19-30 mai) ; Siège de Deventer (1-10 juin) ; Prise de Delfzijl (nl) (2 juillet) ; Siège de Knodsenburg (nl) (15-25 juillet) ; Siège de Hulst (nl) (20-24 septembre). | Siège de Zutphen (19-30 mai) ; Siège de Deventer (1-10 juin) ; Prise de Delfzijl (nl) (2 juillet) ; Siège de Knodsenburg (nl) (15-25 juillet) ; Siège de Hulst (nl) (20-24 septembre). | Siège de Zutphen (19-30 mai) ; Siège de Deventer (1-10 juin) ; Prise de Delfzijl (nl) (2 juillet) ; Siège de Knodsenburg (nl) (15-25 juillet) ; Siège de Hulst (nl) (20-24 septembre). | Siège de Zutphen (19-30 mai) ; Siège de Deventer (1-10 juin) ; Prise de Delfzijl (nl) (2 juillet) ; Siège de Knodsenburg (nl) (15-25 juillet) ; Siège de Hulst (nl) (20-24 septembre). | Siège de Zutphen (19-30 mai) ; Siège de Deventer (1-10 juin) ; Prise de Delfzijl (nl) (2 juillet) ; Siège de Knodsenburg (nl) (15-25 juillet) ; Siège de Hulst (nl) (20-24 septembre). | Les Pays-Bas entre 1590 - 1592 | Les Pays-Bas entre 1590 - 1592 | Maurice de Nassau                                                  |                                                            |
| 1592  | Philippe II Philippe II | Comte de Mansfeld                             | Siège de Nimègue (nl) | Siège de Nimègue (nl) | Siège de Nimègue (nl) | Siège de Nimègue (nl) | Siège de Nimègue (nl) | Siège de Nimègue (nl) | Siège de Nimègue (nl) | Siège de Nimègue (nl) | Les Pays-Bas entre 1590 - 1592 | Les Pays-Bas entre 1590 - 1592 | Maurice de Nassau                                                  |                                                            |
| 1593  | Philippe II Philippe II | Comte de Mansfeld                             | Première campagne luxembourgeoise (17 janvier-10 février). | Première campagne luxembourgeoise (17 janvier-10 février). | Première campagne luxembourgeoise (17 janvier-10 février). | Première campagne luxembourgeoise (17 janvier-10 février). | Première campagne luxembourgeoise (17 janvier-10 février). | Première campagne luxembourgeoise (17 janvier-10 février). | Première campagne luxembourgeoise (17 janvier-10 février). | Première campagne luxembourgeoise (17 janvier-10 février). | Les Pays-Bas entre 1593 - 1595 | Les Pays-Bas entre 1593 - 1595 | Maurice de Nassau                                                  |                                                            |
| 1594  | Philippe II Philippe II | Ernest d'Autriche                             | Siège de Groningue (22 mai-22 juillet) ; émeute de Zichem. | Siège de Groningue (22 mai-22 juillet) ; émeute de Zichem. | Siège de Groningue (22 mai-22 juillet) ; émeute de Zichem. | Siège de Groningue (22 mai-22 juillet) ; émeute de Zichem. | Siège de Groningue (22 mai-22 juillet) ; émeute de Zichem. | Siège de Groningue (22 mai-22 juillet) ; émeute de Zichem. | Siège de Groningue (22 mai-22 juillet) ; émeute de Zichem. | Siège de Groningue (22 mai-22 juillet) ; émeute de Zichem. | Les Pays-Bas entre 1593 - 1595 | Les Pays-Bas entre 1593 - 1595 | Maurice de Nassau                                                  |                                                            |
| 1595  | Philippe II Philippe II | Ernest d'Autriche                             | Siège de Huy, dans le cadre de la Deuxième campagne luxembourgeoise (février-mars) ; siège de Groenlo (14-24 juillet) ; furie lierroise (14 octobre). | Siège de Huy, dans le cadre de la Deuxième campagne luxembourgeoise (février-mars) ; siège de Groenlo (14-24 juillet) ; furie lierroise (14 octobre). | Siège de Huy, dans le cadre de la Deuxième campagne luxembourgeoise (février-mars) ; siège de Groenlo (14-24 juillet) ; furie lierroise (14 octobre). | Siège de Huy, dans le cadre de la Deuxième campagne luxembourgeoise (février-mars) ; siège de Groenlo (14-24 juillet) ; furie lierroise (14 octobre). | Siège de Huy, dans le cadre de la Deuxième campagne luxembourgeoise (février-mars) ; siège de Groenlo (14-24 juillet) ; furie lierroise (14 octobre). | Siège de Huy, dans le cadre de la Deuxième campagne luxembourgeoise (février-mars) ; siège de Groenlo (14-24 juillet) ; furie lierroise (14 octobre). | Siège de Huy, dans le cadre de la Deuxième campagne luxembourgeoise (février-mars) ; siège de Groenlo (14-24 juillet) ; furie lierroise (14 octobre). | Siège de Huy, dans le cadre de la Deuxième campagne luxembourgeoise (février-mars) ; siège de Groenlo (14-24 juillet) ; furie lierroise (14 octobre). | Les Pays-Bas entre 1593 - 1595 | Les Pays-Bas entre 1593 - 1595 | Maurice de Nassau                                                  |                                                            |
| 1596  | Philippe II Philippe II | Comte de Fuentes                              | Traité de Greenwich (24 mai) entre les Provinces-Unies, l'Angleterre et la France ; prise et destruction de Cadix (30 juin) par une expédition anglo-néerlandaise. | Traité de Greenwich (24 mai) entre les Provinces-Unies, l'Angleterre et la France ; prise et destruction de Cadix (30 juin) par une expédition anglo-néerlandaise. | Traité de Greenwich (24 mai) entre les Provinces-Unies, l'Angleterre et la France ; prise et destruction de Cadix (30 juin) par une expédition anglo-néerlandaise. | Traité de Greenwich (24 mai) entre les Provinces-Unies, l'Angleterre et la France ; prise et destruction de Cadix (30 juin) par une expédition anglo-néerlandaise. | Traité de Greenwich (24 mai) entre les Provinces-Unies, l'Angleterre et la France ; prise et destruction de Cadix (30 juin) par une expédition anglo-néerlandaise. | Traité de Greenwich (24 mai) entre les Provinces-Unies, l'Angleterre et la France ; prise et destruction de Cadix (30 juin) par une expédition anglo-néerlandaise. | Traité de Greenwich (24 mai) entre les Provinces-Unies, l'Angleterre et la France ; prise et destruction de Cadix (30 juin) par une expédition anglo-néerlandaise. | Traité de Greenwich (24 mai) entre les Provinces-Unies, l'Angleterre et la France ; prise et destruction de Cadix (30 juin) par une expédition anglo-néerlandaise. | Les Pays-Bas entre 1596 - 1598 | Les Pays-Bas entre 1596 - 1598 | Maurice de Nassau                                                  |                                                            |
| 1597  | Philippe II Philippe II | Albert d' Autriche et Isabelle Claire Eugénie | Bataille de Turnhout (27 janvier) ; prise de : Alphen, Rijnberk, Meurs, Bredevoort, 2e Groenlo, Goor, Enschede, Oldenzaal, Ootmarsum, Lingen. | Bataille de Turnhout (27 janvier) ; prise de : Alphen, Rijnberk, Meurs, Bredevoort, 2e Groenlo, Goor, Enschede, Oldenzaal, Ootmarsum, Lingen. | Bataille de Turnhout (27 janvier) ; prise de : Alphen, Rijnberk, Meurs, Bredevoort, 2e Groenlo, Goor, Enschede, Oldenzaal, Ootmarsum, Lingen. | Bataille de Turnhout (27 janvier) ; prise de : Alphen, Rijnberk, Meurs, Bredevoort, 2e Groenlo, Goor, Enschede, Oldenzaal, Ootmarsum, Lingen. | Bataille de Turnhout (27 janvier) ; prise de : Alphen, Rijnberk, Meurs, Bredevoort, 2e Groenlo, Goor, Enschede, Oldenzaal, Ootmarsum, Lingen. | Bataille de Turnhout (27 janvier) ; prise de : Alphen, Rijnberk, Meurs, Bredevoort, 2e Groenlo, Goor, Enschede, Oldenzaal, Ootmarsum, Lingen. | Bataille de Turnhout (27 janvier) ; prise de : Alphen, Rijnberk, Meurs, Bredevoort, 2e Groenlo, Goor, Enschede, Oldenzaal, Ootmarsum, Lingen. | Bataille de Turnhout (27 janvier) ; prise de : Alphen, Rijnberk, Meurs, Bredevoort, 2e Groenlo, Goor, Enschede, Oldenzaal, Ootmarsum, Lingen. | Les Pays-Bas entre 1596 - 1598 | Les Pays-Bas entre 1596 - 1598 | Maurice de Nassau                                                  |                                                            |
| 1598  | Philippe III            | Albert d' Autriche et Isabelle Claire Eugénie | Francesco de Mendoza prend Rhinberg (14 octobre)[réf. nécessaire]. | Francesco de Mendoza prend Rhinberg (14 octobre)[réf. nécessaire]. | Francesco de Mendoza prend Rhinberg (14 octobre)[réf. nécessaire]. | Francesco de Mendoza prend Rhinberg (14 octobre)[réf. nécessaire]. | Francesco de Mendoza prend Rhinberg (14 octobre)[réf. nécessaire]. | Francesco de Mendoza prend Rhinberg (14 octobre)[réf. nécessaire]. | Francesco de Mendoza prend Rhinberg (14 octobre)[réf. nécessaire]. | Francesco de Mendoza prend Rhinberg (14 octobre)[réf. nécessaire]. | Les Pays-Bas entre 1596 - 1598 | Les Pays-Bas entre 1596 - 1598 | Maurice de Nassau                                                  |                                                            |
| 1599  | Philippe III            | Albert d' Autriche et Isabelle Claire Eugénie | Pieter van der Does et Joachim Swartenhondt (en) attaquent Las Palmas de Grande Canarie (26-28 juin) ; Mendoza assiège Bommel[réf. nécessaire]. | Pieter van der Does et Joachim Swartenhondt (en) attaquent Las Palmas de Grande Canarie (26-28 juin) ; Mendoza assiège Bommel[réf. nécessaire]. | Pieter van der Does et Joachim Swartenhondt (en) attaquent Las Palmas de Grande Canarie (26-28 juin) ; Mendoza assiège Bommel[réf. nécessaire]. | Pieter van der Does et Joachim Swartenhondt (en) attaquent Las Palmas de Grande Canarie (26-28 juin) ; Mendoza assiège Bommel[réf. nécessaire]. | Pieter van der Does et Joachim Swartenhondt (en) attaquent Las Palmas de Grande Canarie (26-28 juin) ; Mendoza assiège Bommel[réf. nécessaire]. | Pieter van der Does et Joachim Swartenhondt (en) attaquent Las Palmas de Grande Canarie (26-28 juin) ; Mendoza assiège Bommel[réf. nécessaire]. | Pieter van der Does et Joachim Swartenhondt (en) attaquent Las Palmas de Grande Canarie (26-28 juin) ; Mendoza assiège Bommel[réf. nécessaire]. | Pieter van der Does et Joachim Swartenhondt (en) attaquent Las Palmas de Grande Canarie (26-28 juin) ; Mendoza assiège Bommel[réf. nécessaire]. | Pieter van der Does et Joachim Swartenhondt (en) attaquent Las Palmas de Grande Canarie (26-28 juin) ; Mendoza assiège Bommel[réf. nécessaire]. | Pieter van der Does et Joachim Swartenhondt (en) attaquent Las Palmas de Grande Canarie (26-28 juin) ; Mendoza assiège Bommel[réf. nécessaire]. | Maurice de Nassau                                                  |                                                            |
| 1600  | Philippe III            | Albert d' Autriche et Isabelle Claire Eugénie | Bataille de Nieuport (2 juillet). | Bataille de Nieuport (2 juillet). | Bataille de Nieuport (2 juillet). | Bataille de Nieuport (2 juillet). | Bataille de Nieuport (2 juillet). | Bataille de Nieuport (2 juillet). | Bataille de Nieuport (2 juillet). | Bataille de Nieuport (2 juillet). | Bataille de Nieuport (2 juillet). | Bataille de Nieuport (2 juillet). | Maurice de Nassau                                                  |                                                            |
| 1601  | Philippe III            | Albert d' Autriche et Isabelle Claire Eugénie | siège d'Ostende (2 juillet 1601-22 septembre 1604) | Luis Dávila soumet Rhinberg avant Maurice (31 juillet) | Luis Dávila soumet Rhinberg avant Maurice (31 juillet) | Luis Dávila soumet Rhinberg avant Maurice (31 juillet) | Luis Dávila soumet Rhinberg avant Maurice (31 juillet) | Luis Dávila soumet Rhinberg avant Maurice (31 juillet) | Luis Dávila soumet Rhinberg avant Maurice (31 juillet) | Luis Dávila soumet Rhinberg avant Maurice (31 juillet) | Luis Dávila soumet Rhinberg avant Maurice (31 juillet) | Luis Dávila soumet Rhinberg avant Maurice (31 juillet) | Maurice de Nassau                                                  |                                                            |
| 1602  | Philippe III            | Albert d' Autriche et Isabelle Claire Eugénie | siège d'Ostende (2 juillet 1601-22 septembre 1604) | Fondation de la Compagnie néerlandaise des Indes orientales (VOC) (20 mars) ; Maurice de Nassau prend Grave à Antonio González | Fondation de la Compagnie néerlandaise des Indes orientales (VOC) (20 mars) ; Maurice de Nassau prend Grave à Antonio González | Fondation de la Compagnie néerlandaise des Indes orientales (VOC) (20 mars) ; Maurice de Nassau prend Grave à Antonio González | Fondation de la Compagnie néerlandaise des Indes orientales (VOC) (20 mars) ; Maurice de Nassau prend Grave à Antonio González | Fondation de la Compagnie néerlandaise des Indes orientales (VOC) (20 mars) ; Maurice de Nassau prend Grave à Antonio González | Fondation de la Compagnie néerlandaise des Indes orientales (VOC) (20 mars) ; Maurice de Nassau prend Grave à Antonio González | Fondation de la Compagnie néerlandaise des Indes orientales (VOC) (20 mars) ; Maurice de Nassau prend Grave à Antonio González | Fondation de la Compagnie néerlandaise des Indes orientales (VOC) (20 mars) ; Maurice de Nassau prend Grave à Antonio González | Fondation de la Compagnie néerlandaise des Indes orientales (VOC) (20 mars) ; Maurice de Nassau prend Grave à Antonio González | Maurice de Nassau                                                  |                                                            |
| 1603  | Philippe III            | Albert d' Autriche et Isabelle Claire Eugénie | siège d'Ostende (2 juillet 1601-22 septembre 1604) | Début de la guerre néerlando-portugaise ; Ambrogio Spinola prend le commandement du siège d'Ostende ; bataille de L'Écluse (26 mai) | Début de la guerre néerlando-portugaise ; Ambrogio Spinola prend le commandement du siège d'Ostende ; bataille de L'Écluse (26 mai) | Début de la guerre néerlando-portugaise ; Ambrogio Spinola prend le commandement du siège d'Ostende ; bataille de L'Écluse (26 mai) | Début de la guerre néerlando-portugaise ; Ambrogio Spinola prend le commandement du siège d'Ostende ; bataille de L'Écluse (26 mai) | Début de la guerre néerlando-portugaise ; Ambrogio Spinola prend le commandement du siège d'Ostende ; bataille de L'Écluse (26 mai) | Début de la guerre néerlando-portugaise ; Ambrogio Spinola prend le commandement du siège d'Ostende ; bataille de L'Écluse (26 mai) | Début de la guerre néerlando-portugaise ; Ambrogio Spinola prend le commandement du siège d'Ostende ; bataille de L'Écluse (26 mai) | Début de la guerre néerlando-portugaise ; Ambrogio Spinola prend le commandement du siège d'Ostende ; bataille de L'Écluse (26 mai) | Début de la guerre néerlando-portugaise ; Ambrogio Spinola prend le commandement du siège d'Ostende ; bataille de L'Écluse (26 mai) | Maurice de Nassau                                                  |                                                            |
| 1604  | Philippe III            | Albert d' Autriche et Isabelle Claire Eugénie | siège d'Ostende (2 juillet 1601-22 septembre 1604) | Siège de L'Écluse (avril-août) ; fin de la guerre anglo-espagnole (traité de Londres, 28 août) | Siège de L'Écluse (avril-août) ; fin de la guerre anglo-espagnole (traité de Londres, 28 août) | Siège de L'Écluse (avril-août) ; fin de la guerre anglo-espagnole (traité de Londres, 28 août) | Siège de L'Écluse (avril-août) ; fin de la guerre anglo-espagnole (traité de Londres, 28 août) | Siège de L'Écluse (avril-août) ; fin de la guerre anglo-espagnole (traité de Londres, 28 août) | Siège de L'Écluse (avril-août) ; fin de la guerre anglo-espagnole (traité de Londres, 28 août) | Siège de L'Écluse (avril-août) ; fin de la guerre anglo-espagnole (traité de Londres, 28 août) | Siège de L'Écluse (avril-août) ; fin de la guerre anglo-espagnole (traité de Londres, 28 août) | Siège de L'Écluse (avril-août) ; fin de la guerre anglo-espagnole (traité de Londres, 28 août) | Maurice de Nassau                                                  |                                                            |
| 1605  | Philippe III            | Albert d' Autriche et Isabelle Claire Eugénie | Offensive de Maurice de Nassau vers le Rhin : prise d'Oldensen, de Lingen et de Wachtendock. | Offensive de Maurice de Nassau vers le Rhin : prise d'Oldensen, de Lingen et de Wachtendock. | Offensive de Maurice de Nassau vers le Rhin : prise d'Oldensen, de Lingen et de Wachtendock. | Offensive de Maurice de Nassau vers le Rhin : prise d'Oldensen, de Lingen et de Wachtendock. | Offensive de Maurice de Nassau vers le Rhin : prise d'Oldensen, de Lingen et de Wachtendock. | Offensive de Maurice de Nassau vers le Rhin : prise d'Oldensen, de Lingen et de Wachtendock. | Offensive de Maurice de Nassau vers le Rhin : prise d'Oldensen, de Lingen et de Wachtendock. | Offensive de Maurice de Nassau vers le Rhin : prise d'Oldensen, de Lingen et de Wachtendock. | Offensive de Maurice de Nassau vers le Rhin : prise d'Oldensen, de Lingen et de Wachtendock. | Offensive de Maurice de Nassau vers le Rhin : prise d'Oldensen, de Lingen et de Wachtendock. | Maurice de Nassau                                                  |                                                            |
| 1606  | Philippe III            | Albert d' Autriche et Isabelle Claire Eugénie | Oldenzall et Wachthendarck ; prise de Groenlo par Spinola. | Oldenzall et Wachthendarck ; prise de Groenlo par Spinola. | Oldenzall et Wachthendarck ; prise de Groenlo par Spinola. | Oldenzall et Wachthendarck ; prise de Groenlo par Spinola. | Oldenzall et Wachthendarck ; prise de Groenlo par Spinola. | Oldenzall et Wachthendarck ; prise de Groenlo par Spinola. | Oldenzall et Wachthendarck ; prise de Groenlo par Spinola. | Oldenzall et Wachthendarck ; prise de Groenlo par Spinola. | Oldenzall et Wachthendarck ; prise de Groenlo par Spinola. | Oldenzall et Wachthendarck ; prise de Groenlo par Spinola. | Maurice de Nassau                                                  |                                                            |
| 1607  | Philippe III            | Albert d' Autriche et Isabelle Claire Eugénie | Jacob van Heemskerk détruit la flotte espagnole à Gibraltar ; banqueroute espagnole ; négociations en vue d'une trêve | Jacob van Heemskerk détruit la flotte espagnole à Gibraltar ; banqueroute espagnole ; négociations en vue d'une trêve | Jacob van Heemskerk détruit la flotte espagnole à Gibraltar ; banqueroute espagnole ; négociations en vue d'une trêve | Jacob van Heemskerk détruit la flotte espagnole à Gibraltar ; banqueroute espagnole ; négociations en vue d'une trêve | Jacob van Heemskerk détruit la flotte espagnole à Gibraltar ; banqueroute espagnole ; négociations en vue d'une trêve | Jacob van Heemskerk détruit la flotte espagnole à Gibraltar ; banqueroute espagnole ; négociations en vue d'une trêve | Jacob van Heemskerk détruit la flotte espagnole à Gibraltar ; banqueroute espagnole ; négociations en vue d'une trêve | Jacob van Heemskerk détruit la flotte espagnole à Gibraltar ; banqueroute espagnole ; négociations en vue d'une trêve | Jacob van Heemskerk détruit la flotte espagnole à Gibraltar ; banqueroute espagnole ; négociations en vue d'une trêve | Jacob van Heemskerk détruit la flotte espagnole à Gibraltar ; banqueroute espagnole ; négociations en vue d'une trêve | Maurice de Nassau                                                  |                                                            |
| 1608  | Philippe III            | Albert d' Autriche et Isabelle Claire Eugénie | | | | | | | | | | | Maurice de Nassau                                                  |                                                            |
| 1609  | Philippe III            | Albert d' Autriche et Isabelle Claire Eugénie | | | Trêve de douze ans (traité d'Anvers, 9 avril 1609) Crise des remontrants dans l'Église réformée (1609-1619) Conflit entre Johan van Oldenbarnevelt et Maurice de Nassau (1614-1619) Synode de Dordrecht (13 novembre 1618-9 mai 1619) | Trêve de douze ans (traité d'Anvers, 9 avril 1609) Crise des remontrants dans l'Église réformée (1609-1619) Conflit entre Johan van Oldenbarnevelt et Maurice de Nassau (1614-1619) Synode de Dordrecht (13 novembre 1618-9 mai 1619) | Trêve de douze ans (traité d'Anvers, 9 avril 1609) Crise des remontrants dans l'Église réformée (1609-1619) Conflit entre Johan van Oldenbarnevelt et Maurice de Nassau (1614-1619) Synode de Dordrecht (13 novembre 1618-9 mai 1619) | Trêve de douze ans (traité d'Anvers, 9 avril 1609) Crise des remontrants dans l'Église réformée (1609-1619) Conflit entre Johan van Oldenbarnevelt et Maurice de Nassau (1614-1619) Synode de Dordrecht (13 novembre 1618-9 mai 1619) | | | | | Maurice de Nassau                                                  |                                                            |
| 1610  | Philippe III            | Albert d' Autriche et Isabelle Claire Eugénie | | | Trêve de douze ans (traité d'Anvers, 9 avril 1609) Crise des remontrants dans l'Église réformée (1609-1619) Conflit entre Johan van Oldenbarnevelt et Maurice de Nassau (1614-1619) Synode de Dordrecht (13 novembre 1618-9 mai 1619) | Trêve de douze ans (traité d'Anvers, 9 avril 1609) Crise des remontrants dans l'Église réformée (1609-1619) Conflit entre Johan van Oldenbarnevelt et Maurice de Nassau (1614-1619) Synode de Dordrecht (13 novembre 1618-9 mai 1619) | Trêve de douze ans (traité d'Anvers, 9 avril 1609) Crise des remontrants dans l'Église réformée (1609-1619) Conflit entre Johan van Oldenbarnevelt et Maurice de Nassau (1614-1619) Synode de Dordrecht (13 novembre 1618-9 mai 1619) | Trêve de douze ans (traité d'Anvers, 9 avril 1609) Crise des remontrants dans l'Église réformée (1609-1619) Conflit entre Johan van Oldenbarnevelt et Maurice de Nassau (1614-1619) Synode de Dordrecht (13 novembre 1618-9 mai 1619) | | | | | Maurice de Nassau                                                  |                                                            |
| 1611  | Philippe III            | Albert d' Autriche et Isabelle Claire Eugénie | | | Trêve de douze ans (traité d'Anvers, 9 avril 1609) Crise des remontrants dans l'Église réformée (1609-1619) Conflit entre Johan van Oldenbarnevelt et Maurice de Nassau (1614-1619) Synode de Dordrecht (13 novembre 1618-9 mai 1619) | Trêve de douze ans (traité d'Anvers, 9 avril 1609) Crise des remontrants dans l'Église réformée (1609-1619) Conflit entre Johan van Oldenbarnevelt et Maurice de Nassau (1614-1619) Synode de Dordrecht (13 novembre 1618-9 mai 1619) | Trêve de douze ans (traité d'Anvers, 9 avril 1609) Crise des remontrants dans l'Église réformée (1609-1619) Conflit entre Johan van Oldenbarnevelt et Maurice de Nassau (1614-1619) Synode de Dordrecht (13 novembre 1618-9 mai 1619) | Trêve de douze ans (traité d'Anvers, 9 avril 1609) Crise des remontrants dans l'Église réformée (1609-1619) Conflit entre Johan van Oldenbarnevelt et Maurice de Nassau (1614-1619) Synode de Dordrecht (13 novembre 1618-9 mai 1619) | | | | | Maurice de Nassau                                                  |                                                            |
| 1612  | Philippe III            | Albert d' Autriche et Isabelle Claire Eugénie | | | Trêve de douze ans (traité d'Anvers, 9 avril 1609) Crise des remontrants dans l'Église réformée (1609-1619) Conflit entre Johan van Oldenbarnevelt et Maurice de Nassau (1614-1619) Synode de Dordrecht (13 novembre 1618-9 mai 1619) | Trêve de douze ans (traité d'Anvers, 9 avril 1609) Crise des remontrants dans l'Église réformée (1609-1619) Conflit entre Johan van Oldenbarnevelt et Maurice de Nassau (1614-1619) Synode de Dordrecht (13 novembre 1618-9 mai 1619) | Trêve de douze ans (traité d'Anvers, 9 avril 1609) Crise des remontrants dans l'Église réformée (1609-1619) Conflit entre Johan van Oldenbarnevelt et Maurice de Nassau (1614-1619) Synode de Dordrecht (13 novembre 1618-9 mai 1619) | Trêve de douze ans (traité d'Anvers, 9 avril 1609) Crise des remontrants dans l'Église réformée (1609-1619) Conflit entre Johan van Oldenbarnevelt et Maurice de Nassau (1614-1619) Synode de Dordrecht (13 novembre 1618-9 mai 1619) | | | | | Maurice de Nassau                                                  |                                                            |
| 1613  | Philippe III            | Albert d' Autriche et Isabelle Claire Eugénie | | | Trêve de douze ans (traité d'Anvers, 9 avril 1609) Crise des remontrants dans l'Église réformée (1609-1619) Conflit entre Johan van Oldenbarnevelt et Maurice de Nassau (1614-1619) Synode de Dordrecht (13 novembre 1618-9 mai 1619) | Trêve de douze ans (traité d'Anvers, 9 avril 1609) Crise des remontrants dans l'Église réformée (1609-1619) Conflit entre Johan van Oldenbarnevelt et Maurice de Nassau (1614-1619) Synode de Dordrecht (13 novembre 1618-9 mai 1619) | Trêve de douze ans (traité d'Anvers, 9 avril 1609) Crise des remontrants dans l'Église réformée (1609-1619) Conflit entre Johan van Oldenbarnevelt et Maurice de Nassau (1614-1619) Synode de Dordrecht (13 novembre 1618-9 mai 1619) | Trêve de douze ans (traité d'Anvers, 9 avril 1609) Crise des remontrants dans l'Église réformée (1609-1619) Conflit entre Johan van Oldenbarnevelt et Maurice de Nassau (1614-1619) Synode de Dordrecht (13 novembre 1618-9 mai 1619) | | | | | Maurice de Nassau                                                  |                                                            |
| 1614  | Philippe III            | Albert d' Autriche et Isabelle Claire Eugénie | | | Trêve de douze ans (traité d'Anvers, 9 avril 1609) Crise des remontrants dans l'Église réformée (1609-1619) Conflit entre Johan van Oldenbarnevelt et Maurice de Nassau (1614-1619) Synode de Dordrecht (13 novembre 1618-9 mai 1619) | Trêve de douze ans (traité d'Anvers, 9 avril 1609) Crise des remontrants dans l'Église réformée (1609-1619) Conflit entre Johan van Oldenbarnevelt et Maurice de Nassau (1614-1619) Synode de Dordrecht (13 novembre 1618-9 mai 1619) | Trêve de douze ans (traité d'Anvers, 9 avril 1609) Crise des remontrants dans l'Église réformée (1609-1619) Conflit entre Johan van Oldenbarnevelt et Maurice de Nassau (1614-1619) Synode de Dordrecht (13 novembre 1618-9 mai 1619) | Trêve de douze ans (traité d'Anvers, 9 avril 1609) Crise des remontrants dans l'Église réformée (1609-1619) Conflit entre Johan van Oldenbarnevelt et Maurice de Nassau (1614-1619) Synode de Dordrecht (13 novembre 1618-9 mai 1619) | | | | | Maurice de Nassau                                                  |                                                            |
| 1615  | Philippe III            | Albert d' Autriche et Isabelle Claire Eugénie | | | Trêve de douze ans (traité d'Anvers, 9 avril 1609) Crise des remontrants dans l'Église réformée (1609-1619) Conflit entre Johan van Oldenbarnevelt et Maurice de Nassau (1614-1619) Synode de Dordrecht (13 novembre 1618-9 mai 1619) | Trêve de douze ans (traité d'Anvers, 9 avril 1609) Crise des remontrants dans l'Église réformée (1609-1619) Conflit entre Johan van Oldenbarnevelt et Maurice de Nassau (1614-1619) Synode de Dordrecht (13 novembre 1618-9 mai 1619) | Trêve de douze ans (traité d'Anvers, 9 avril 1609) Crise des remontrants dans l'Église réformée (1609-1619) Conflit entre Johan van Oldenbarnevelt et Maurice de Nassau (1614-1619) Synode de Dordrecht (13 novembre 1618-9 mai 1619) | Trêve de douze ans (traité d'Anvers, 9 avril 1609) Crise des remontrants dans l'Église réformée (1609-1619) Conflit entre Johan van Oldenbarnevelt et Maurice de Nassau (1614-1619) Synode de Dordrecht (13 novembre 1618-9 mai 1619) | | | | | Maurice de Nassau                                                  |                                                            |
| 1616  | Philippe III            | Albert d' Autriche et Isabelle Claire Eugénie | | | Trêve de douze ans (traité d'Anvers, 9 avril 1609) Crise des remontrants dans l'Église réformée (1609-1619) Conflit entre Johan van Oldenbarnevelt et Maurice de Nassau (1614-1619) Synode de Dordrecht (13 novembre 1618-9 mai 1619) | Trêve de douze ans (traité d'Anvers, 9 avril 1609) Crise des remontrants dans l'Église réformée (1609-1619) Conflit entre Johan van Oldenbarnevelt et Maurice de Nassau (1614-1619) Synode de Dordrecht (13 novembre 1618-9 mai 1619) | Trêve de douze ans (traité d'Anvers, 9 avril 1609) Crise des remontrants dans l'Église réformée (1609-1619) Conflit entre Johan van Oldenbarnevelt et Maurice de Nassau (1614-1619) Synode de Dordrecht (13 novembre 1618-9 mai 1619) | Trêve de douze ans (traité d'Anvers, 9 avril 1609) Crise des remontrants dans l'Église réformée (1609-1619) Conflit entre Johan van Oldenbarnevelt et Maurice de Nassau (1614-1619) Synode de Dordrecht (13 novembre 1618-9 mai 1619) | Otón (Philippines) | Otón (Philippines) | Otón (Philippines) | Otón (Philippines) | Maurice de Nassau                                                  |                                                            |
| 1617  | Philippe III            | Albert d' Autriche et Isabelle Claire Eugénie | | | Trêve de douze ans (traité d'Anvers, 9 avril 1609) Crise des remontrants dans l'Église réformée (1609-1619) Conflit entre Johan van Oldenbarnevelt et Maurice de Nassau (1614-1619) Synode de Dordrecht (13 novembre 1618-9 mai 1619) | Trêve de douze ans (traité d'Anvers, 9 avril 1609) Crise des remontrants dans l'Église réformée (1609-1619) Conflit entre Johan van Oldenbarnevelt et Maurice de Nassau (1614-1619) Synode de Dordrecht (13 novembre 1618-9 mai 1619) | Trêve de douze ans (traité d'Anvers, 9 avril 1609) Crise des remontrants dans l'Église réformée (1609-1619) Conflit entre Johan van Oldenbarnevelt et Maurice de Nassau (1614-1619) Synode de Dordrecht (13 novembre 1618-9 mai 1619) | Trêve de douze ans (traité d'Anvers, 9 avril 1609) Crise des remontrants dans l'Église réformée (1609-1619) Conflit entre Johan van Oldenbarnevelt et Maurice de Nassau (1614-1619) Synode de Dordrecht (13 novembre 1618-9 mai 1619) | Playa Honda (en) (Philippines) | Playa Honda (en) (Philippines) | Playa Honda (en) (Philippines) | Playa Honda (en) (Philippines) | Maurice de Nassau                                                  |                                                            |
| 1618  | Philippe III            | Albert d' Autriche et Isabelle Claire Eugénie | Arrestation d'Oldenbarnevelt (29 août) | Arrestation d'Oldenbarnevelt (29 août) | Trêve de douze ans (traité d'Anvers, 9 avril 1609) Crise des remontrants dans l'Église réformée (1609-1619) Conflit entre Johan van Oldenbarnevelt et Maurice de Nassau (1614-1619) Synode de Dordrecht (13 novembre 1618-9 mai 1619) | Trêve de douze ans (traité d'Anvers, 9 avril 1609) Crise des remontrants dans l'Église réformée (1609-1619) Conflit entre Johan van Oldenbarnevelt et Maurice de Nassau (1614-1619) Synode de Dordrecht (13 novembre 1618-9 mai 1619) | Trêve de douze ans (traité d'Anvers, 9 avril 1609) Crise des remontrants dans l'Église réformée (1609-1619) Conflit entre Johan van Oldenbarnevelt et Maurice de Nassau (1614-1619) Synode de Dordrecht (13 novembre 1618-9 mai 1619) | Trêve de douze ans (traité d'Anvers, 9 avril 1609) Crise des remontrants dans l'Église réformée (1609-1619) Conflit entre Johan van Oldenbarnevelt et Maurice de Nassau (1614-1619) Synode de Dordrecht (13 novembre 1618-9 mai 1619) | Début de la guerre de Trente Ans (23 mai) | Début de la guerre de Trente Ans (23 mai) | Début de la guerre de Trente Ans (23 mai) | Début de la guerre de Trente Ans (23 mai) | Maurice de Nassau                                                  |                                                            |
| 1619  | Philippe III            | Albert d' Autriche et Isabelle Claire Eugénie | Exécution d'Oldenbarnevelt (13 mai) | Exécution d'Oldenbarnevelt (13 mai) | Trêve de douze ans (traité d'Anvers, 9 avril 1609) Crise des remontrants dans l'Église réformée (1609-1619) Conflit entre Johan van Oldenbarnevelt et Maurice de Nassau (1614-1619) Synode de Dordrecht (13 novembre 1618-9 mai 1619) | Trêve de douze ans (traité d'Anvers, 9 avril 1609) Crise des remontrants dans l'Église réformée (1609-1619) Conflit entre Johan van Oldenbarnevelt et Maurice de Nassau (1614-1619) Synode de Dordrecht (13 novembre 1618-9 mai 1619) | Trêve de douze ans (traité d'Anvers, 9 avril 1609) Crise des remontrants dans l'Église réformée (1609-1619) Conflit entre Johan van Oldenbarnevelt et Maurice de Nassau (1614-1619) Synode de Dordrecht (13 novembre 1618-9 mai 1619) | Trêve de douze ans (traité d'Anvers, 9 avril 1609) Crise des remontrants dans l'Église réformée (1609-1619) Conflit entre Johan van Oldenbarnevelt et Maurice de Nassau (1614-1619) Synode de Dordrecht (13 novembre 1618-9 mai 1619) | | | | | Maurice de Nassau                                                  |                                                            |
| 1620  | Philippe III            | Albert d' Autriche et Isabelle Claire Eugénie | Fondation de la Compagnie des Indes occidentales (3 juin) | Fondation de la Compagnie des Indes occidentales (3 juin) | Trêve de douze ans (traité d'Anvers, 9 avril 1609) Crise des remontrants dans l'Église réformée (1609-1619) Conflit entre Johan van Oldenbarnevelt et Maurice de Nassau (1614-1619) Synode de Dordrecht (13 novembre 1618-9 mai 1619) | Trêve de douze ans (traité d'Anvers, 9 avril 1609) Crise des remontrants dans l'Église réformée (1609-1619) Conflit entre Johan van Oldenbarnevelt et Maurice de Nassau (1614-1619) Synode de Dordrecht (13 novembre 1618-9 mai 1619) | Trêve de douze ans (traité d'Anvers, 9 avril 1609) Crise des remontrants dans l'Église réformée (1609-1619) Conflit entre Johan van Oldenbarnevelt et Maurice de Nassau (1614-1619) Synode de Dordrecht (13 novembre 1618-9 mai 1619) | Trêve de douze ans (traité d'Anvers, 9 avril 1609) Crise des remontrants dans l'Église réformée (1609-1619) Conflit entre Johan van Oldenbarnevelt et Maurice de Nassau (1614-1619) Synode de Dordrecht (13 novembre 1618-9 mai 1619) | Voyage du Mayflower. | Voyage du Mayflower. | Voyage du Mayflower. | Voyage du Mayflower. | Maurice de Nassau                                                  |                                                            |
| 1621  | Philippe IV Philippe IV | Albert d' Autriche et Isabelle Claire Eugénie | | | Trêve de douze ans (traité d'Anvers, 9 avril 1609) Crise des remontrants dans l'Église réformée (1609-1619) Conflit entre Johan van Oldenbarnevelt et Maurice de Nassau (1614-1619) Synode de Dordrecht (13 novembre 1618-9 mai 1619) | Trêve de douze ans (traité d'Anvers, 9 avril 1609) Crise des remontrants dans l'Église réformée (1609-1619) Conflit entre Johan van Oldenbarnevelt et Maurice de Nassau (1614-1619) Synode de Dordrecht (13 novembre 1618-9 mai 1619) | Trêve de douze ans (traité d'Anvers, 9 avril 1609) Crise des remontrants dans l'Église réformée (1609-1619) Conflit entre Johan van Oldenbarnevelt et Maurice de Nassau (1614-1619) Synode de Dordrecht (13 novembre 1618-9 mai 1619) | Trêve de douze ans (traité d'Anvers, 9 avril 1609) Crise des remontrants dans l'Église réformée (1609-1619) Conflit entre Johan van Oldenbarnevelt et Maurice de Nassau (1614-1619) Synode de Dordrecht (13 novembre 1618-9 mai 1619) | | | | | Maurice de Nassau                                                  |                                                            |
| 1622  | Philippe IV Philippe IV | Isabelle Clara Eugénie                        | Gaspar de Guzmán, duc d'Olivarès, favori ; second siège de Berg-op-Zoom (18 juillet-16 octobre). | Gaspar de Guzmán, duc d'Olivarès, favori ; second siège de Berg-op-Zoom (18 juillet-16 octobre). | Gaspar de Guzmán, duc d'Olivarès, favori ; second siège de Berg-op-Zoom (18 juillet-16 octobre). | Gaspar de Guzmán, duc d'Olivarès, favori ; second siège de Berg-op-Zoom (18 juillet-16 octobre). | Gaspar de Guzmán, duc d'Olivarès, favori ; second siège de Berg-op-Zoom (18 juillet-16 octobre). | Gaspar de Guzmán, duc d'Olivarès, favori ; second siège de Berg-op-Zoom (18 juillet-16 octobre). | Gaspar de Guzmán, duc d'Olivarès, favori ; second siège de Berg-op-Zoom (18 juillet-16 octobre). | Gaspar de Guzmán, duc d'Olivarès, favori ; second siège de Berg-op-Zoom (18 juillet-16 octobre). | Les Pays-Bas entre 1621 - 1628 | Les Pays-Bas entre 1621 - 1628 | Maurice de Nassau                                                  |                                                            |
| 1623  | Philippe IV Philippe IV | Isabelle Clara Eugénie                        | Inondations en Hollande et Zélande. | Inondations en Hollande et Zélande. | Inondations en Hollande et Zélande. | Inondations en Hollande et Zélande. | Inondations en Hollande et Zélande. | Inondations en Hollande et Zélande. | Inondations en Hollande et Zélande. | Inondations en Hollande et Zélande. | Les Pays-Bas entre 1621 - 1628 | Les Pays-Bas entre 1621 - 1628 | Maurice de Nassau                                                  |                                                            |
| 1624  | Philippe IV Philippe IV | Isabelle Clara Eugénie                        | Inondations en Hollande. | Inondations en Hollande. | Inondations en Hollande. | Inondations en Hollande. | Inondations en Hollande. | 4e siège de Bréda (27 août 1624- 5 juin 1625) | | | Les Pays-Bas entre 1621 - 1628 | Les Pays-Bas entre 1621 - 1628 | Maurice de Nassau                                                  |                                                            |
| 1625  | Philippe IV Philippe IV | Isabelle Clara Eugénie                        | Mort de Maurice de Nassau (23 avril) ; reprise de Salvador de Bahia par les Portugais (1er mai) ; bataille de Cadix (octobre-décembre). | Mort de Maurice de Nassau (23 avril) ; reprise de Salvador de Bahia par les Portugais (1er mai) ; bataille de Cadix (octobre-décembre). | Mort de Maurice de Nassau (23 avril) ; reprise de Salvador de Bahia par les Portugais (1er mai) ; bataille de Cadix (octobre-décembre). | Mort de Maurice de Nassau (23 avril) ; reprise de Salvador de Bahia par les Portugais (1er mai) ; bataille de Cadix (octobre-décembre). | Mort de Maurice de Nassau (23 avril) ; reprise de Salvador de Bahia par les Portugais (1er mai) ; bataille de Cadix (octobre-décembre). | 4e siège de Bréda (27 août 1624- 5 juin 1625) | | | | | Frédéric-Henri d'Orange-Nassau                                     |                                                            |
| 1626  | Philippe IV Philippe IV | Isabelle Clara Eugénie                        | Oldenzal ; début de la construction de la Fossa Eugeniana (canal du Rhin à la Meuse) par les Espagnols (21 septembre). | Oldenzal ; début de la construction de la Fossa Eugeniana (canal du Rhin à la Meuse) par les Espagnols (21 septembre). | Oldenzal ; début de la construction de la Fossa Eugeniana (canal du Rhin à la Meuse) par les Espagnols (21 septembre). | Oldenzal ; début de la construction de la Fossa Eugeniana (canal du Rhin à la Meuse) par les Espagnols (21 septembre). | Oldenzal ; début de la construction de la Fossa Eugeniana (canal du Rhin à la Meuse) par les Espagnols (21 septembre). | Oldenzal ; début de la construction de la Fossa Eugeniana (canal du Rhin à la Meuse) par les Espagnols (21 septembre). | Oldenzal ; début de la construction de la Fossa Eugeniana (canal du Rhin à la Meuse) par les Espagnols (21 septembre). | Oldenzal ; début de la construction de la Fossa Eugeniana (canal du Rhin à la Meuse) par les Espagnols (21 septembre). | Oldenzal ; début de la construction de la Fossa Eugeniana (canal du Rhin à la Meuse) par les Espagnols (21 septembre). | Oldenzal ; début de la construction de la Fossa Eugeniana (canal du Rhin à la Meuse) par les Espagnols (21 septembre). | Frédéric-Henri d'Orange-Nassau                                     |                                                            |
| 1627  | Philippe IV Philippe IV | Isabelle Clara Eugénie                        | Siège de Groenlo (20 juillet-19 août). | Siège de Groenlo (20 juillet-19 août). | Siège de Groenlo (20 juillet-19 août). | Siège de Groenlo (20 juillet-19 août). | Siège de Groenlo (20 juillet-19 août). | Siège de Groenlo (20 juillet-19 août). | Siège de Groenlo (20 juillet-19 août). | Siège de Groenlo (20 juillet-19 août). | Siège de Groenlo (20 juillet-19 août). | Siège de Groenlo (20 juillet-19 août). | Frédéric-Henri d'Orange-Nassau                                     |                                                            |
| 1628  | Philippe IV Philippe IV | Isabelle Clara Eugénie                        | Piet Hein et Witte de With capturent la flotte espagnole et son trésor lors de la bataille de la baie de Matanzas. | Piet Hein et Witte de With capturent la flotte espagnole et son trésor lors de la bataille de la baie de Matanzas. | Piet Hein et Witte de With capturent la flotte espagnole et son trésor lors de la bataille de la baie de Matanzas. | Piet Hein et Witte de With capturent la flotte espagnole et son trésor lors de la bataille de la baie de Matanzas. | Piet Hein et Witte de With capturent la flotte espagnole et son trésor lors de la bataille de la baie de Matanzas. | Piet Hein et Witte de With capturent la flotte espagnole et son trésor lors de la bataille de la baie de Matanzas. | Piet Hein et Witte de With capturent la flotte espagnole et son trésor lors de la bataille de la baie de Matanzas. | Piet Hein et Witte de With capturent la flotte espagnole et son trésor lors de la bataille de la baie de Matanzas. | Piet Hein et Witte de With capturent la flotte espagnole et son trésor lors de la bataille de la baie de Matanzas. | Piet Hein et Witte de With capturent la flotte espagnole et son trésor lors de la bataille de la baie de Matanzas. | Frédéric-Henri d'Orange-Nassau                                     |                                                            |
| 1629  | Philippe IV Philippe IV | Isabelle Clara Eugénie                        | Siège de Bois-le-Duc (avril-14 septembre). | Siège de Bois-le-Duc (avril-14 septembre). | Siège de Bois-le-Duc (avril-14 septembre). | Siège de Bois-le-Duc (avril-14 septembre). | Siège de Bois-le-Duc (avril-14 septembre). | Siège de Bois-le-Duc (avril-14 septembre). | Siège de Bois-le-Duc (avril-14 septembre). | Siège de Bois-le-Duc (avril-14 septembre). | Siège de Bois-le-Duc (avril-14 septembre). | Siège de Bois-le-Duc (avril-14 septembre). | Frédéric-Henri d'Orange-Nassau                                     |                                                            |
| 1630  | Philippe IV Philippe IV | Isabelle Clara Eugénie                        | Prise de Pernambouc au Brésil (occupée jusqu'en 1654) ; début de la colonie de Nouvelle-Hollande. | Prise de Pernambouc au Brésil (occupée jusqu'en 1654) ; début de la colonie de Nouvelle-Hollande. | Prise de Pernambouc au Brésil (occupée jusqu'en 1654) ; début de la colonie de Nouvelle-Hollande. | Prise de Pernambouc au Brésil (occupée jusqu'en 1654) ; début de la colonie de Nouvelle-Hollande. | Prise de Pernambouc au Brésil (occupée jusqu'en 1654) ; début de la colonie de Nouvelle-Hollande. | Prise de Pernambouc au Brésil (occupée jusqu'en 1654) ; début de la colonie de Nouvelle-Hollande. | Prise de Pernambouc au Brésil (occupée jusqu'en 1654) ; début de la colonie de Nouvelle-Hollande. | Prise de Pernambouc au Brésil (occupée jusqu'en 1654) ; début de la colonie de Nouvelle-Hollande. | Prise de Pernambouc au Brésil (occupée jusqu'en 1654) ; début de la colonie de Nouvelle-Hollande. | Prise de Pernambouc au Brésil (occupée jusqu'en 1654) ; début de la colonie de Nouvelle-Hollande. | Frédéric-Henri d'Orange-Nassau                                     |                                                            |
| 1631  | Philippe IV Philippe IV | Isabelle Clara Eugénie                        | Dunkerque ; Bataille de la Slaak (12-13 septembre). | Dunkerque ; Bataille de la Slaak (12-13 septembre). | Dunkerque ; Bataille de la Slaak (12-13 septembre). | Dunkerque ; Bataille de la Slaak (12-13 septembre). | Dunkerque ; Bataille de la Slaak (12-13 septembre). | Dunkerque ; Bataille de la Slaak (12-13 septembre). | Dunkerque ; Bataille de la Slaak (12-13 septembre). | Dunkerque ; Bataille de la Slaak (12-13 septembre). | Dunkerque ; Bataille de la Slaak (12-13 septembre). | Dunkerque ; Bataille de la Slaak (12-13 septembre). | Frédéric-Henri d'Orange-Nassau                                     |                                                            |
| 1632  | Philippe IV Philippe IV | Isabelle Clara Eugénie                        | Mort au combat de Ernest-Casimir de Nassau-Dietz (2 juin) au cours du siège de Ruremonde ; siège de Maastricht (9 juin-22 août) | Mort au combat de Ernest-Casimir de Nassau-Dietz (2 juin) au cours du siège de Ruremonde ; siège de Maastricht (9 juin-22 août) | Mort au combat de Ernest-Casimir de Nassau-Dietz (2 juin) au cours du siège de Ruremonde ; siège de Maastricht (9 juin-22 août) | Mort au combat de Ernest-Casimir de Nassau-Dietz (2 juin) au cours du siège de Ruremonde ; siège de Maastricht (9 juin-22 août) | Mort au combat de Ernest-Casimir de Nassau-Dietz (2 juin) au cours du siège de Ruremonde ; siège de Maastricht (9 juin-22 août) | Mort au combat de Ernest-Casimir de Nassau-Dietz (2 juin) au cours du siège de Ruremonde ; siège de Maastricht (9 juin-22 août) | Mort au combat de Ernest-Casimir de Nassau-Dietz (2 juin) au cours du siège de Ruremonde ; siège de Maastricht (9 juin-22 août) | Mort au combat de Ernest-Casimir de Nassau-Dietz (2 juin) au cours du siège de Ruremonde ; siège de Maastricht (9 juin-22 août) | Mort au combat de Ernest-Casimir de Nassau-Dietz (2 juin) au cours du siège de Ruremonde ; siège de Maastricht (9 juin-22 août) | Mort au combat de Ernest-Casimir de Nassau-Dietz (2 juin) au cours du siège de Ruremonde ; siège de Maastricht (9 juin-22 août) | Frédéric-Henri d'Orange-Nassau                                     |                                                            |
| 1633  | Philippe IV Philippe IV | Francisco de Moncada                          | Cornelis Jol attaque Campeche. | Cornelis Jol attaque Campeche. | Cornelis Jol attaque Campeche. | Cornelis Jol attaque Campeche. | Cornelis Jol attaque Campeche. | Cornelis Jol attaque Campeche. | Cornelis Jol attaque Campeche. | Cornelis Jol attaque Campeche. | Cornelis Jol attaque Campeche. | Cornelis Jol attaque Campeche. | Frédéric-Henri d'Orange-Nassau                                     |                                                            |
| 1634  | Philippe IV Philippe IV | Francisco de Moncada                          | | | | | | | | | | | Frédéric-Henri d'Orange-Nassau                                     |                                                            |
| 1635  | Philippe IV Philippe IV | Ferdinand d'Autriche                          | Début de la guerre franco-espagnole. | Début de la guerre franco-espagnole. | Début de la guerre franco-espagnole. | Début de la guerre franco-espagnole. | Début de la guerre franco-espagnole. | Début de la guerre franco-espagnole. | Début de la guerre franco-espagnole. | Début de la guerre franco-espagnole. | Début de la guerre franco-espagnole. | Début de la guerre franco-espagnole. | Frédéric-Henri d'Orange-Nassau                                     |                                                            |
| 1636  | Philippe IV Philippe IV | Ferdinand d'Autriche                          | Épidémie de peste bubonique. Siège de Schenck. | Épidémie de peste bubonique. Siège de Schenck. | Épidémie de peste bubonique. Siège de Schenck. | Épidémie de peste bubonique. Siège de Schenck. | Épidémie de peste bubonique. Siège de Schenck. | Épidémie de peste bubonique. Siège de Schenck. | Épidémie de peste bubonique. Siège de Schenck. | Épidémie de peste bubonique. Siège de Schenck. | Épidémie de peste bubonique. Siège de Schenck. | Épidémie de peste bubonique. Siège de Schenck. | Frédéric-Henri d'Orange-Nassau                                     |                                                            |
| 1637  | Philippe IV Philippe IV | Ferdinand d'Autriche                          | 5e siège de Bréda. | 5e siège de Bréda. | 5e siège de Bréda. | 5e siège de Bréda. | 5e siège de Bréda. | 5e siège de Bréda. | 5e siège de Bréda. | 5e siège de Bréda. | 5e siège de Bréda. | 5e siège de Bréda. | Frédéric-Henri d'Orange-Nassau                                     |                                                            |
| 1638  | Philippe IV Philippe IV | Ferdinand d'Autriche                          | Bataille de Calloo ; Anvers ; les Hollandais s'installent dans l'Île Maurice. | Bataille de Calloo ; Anvers ; les Hollandais s'installent dans l'Île Maurice. | Bataille de Calloo ; Anvers ; les Hollandais s'installent dans l'Île Maurice. | Bataille de Calloo ; Anvers ; les Hollandais s'installent dans l'Île Maurice. | Bataille de Calloo ; Anvers ; les Hollandais s'installent dans l'Île Maurice. | Bataille de Calloo ; Anvers ; les Hollandais s'installent dans l'Île Maurice. | Bataille de Calloo ; Anvers ; les Hollandais s'installent dans l'Île Maurice. | Bataille de Calloo ; Anvers ; les Hollandais s'installent dans l'Île Maurice. | Bataille de Calloo ; Anvers ; les Hollandais s'installent dans l'Île Maurice. | Bataille de Calloo ; Anvers ; les Hollandais s'installent dans l'Île Maurice. | Frédéric-Henri d'Orange-Nassau                                     |                                                            |
| 1639  | Philippe IV Philippe IV | Ferdinand d'Autriche                          | Bataille des Dunes. | Bataille des Dunes. | Bataille des Dunes. | Bataille des Dunes. | Bataille des Dunes. | Bataille des Dunes. | Bataille des Dunes. | Bataille des Dunes. | Bataille des Dunes. | Bataille des Dunes. | Frédéric-Henri d'Orange-Nassau                                     |                                                            |
| 1640  | Philippe IV Philippe IV | Ferdinand d'Autriche                          | Mort au combat d'Henri-Casimir de Nassau-Diez. | Mort au combat d'Henri-Casimir de Nassau-Diez. | Mort au combat d'Henri-Casimir de Nassau-Diez. | Mort au combat d'Henri-Casimir de Nassau-Diez. | Mort au combat d'Henri-Casimir de Nassau-Diez. | Mort au combat d'Henri-Casimir de Nassau-Diez. | Mort au combat d'Henri-Casimir de Nassau-Diez. | Mort au combat d'Henri-Casimir de Nassau-Diez. | Mort au combat d'Henri-Casimir de Nassau-Diez. | Mort au combat d'Henri-Casimir de Nassau-Diez. | Frédéric-Henri d'Orange-Nassau                                     |                                                            |
| 1641  | Philippe IV Philippe IV | Ferdinand d'Autriche                          | Prise de Gennep. | Prise de Gennep. | Prise de Gennep. | Prise de Gennep. | Prise de Gennep. | Prise de Gennep. | Prise de Gennep. | Prise de Gennep. | Prise de Gennep. | Prise de Gennep. | Frédéric-Henri d'Orange-Nassau                                     |                                                            |
| 1642  | Philippe IV Philippe IV | Francisco de Melo                             | [ 15 ] | [ 15 ] | [ 15 ] | [ 15 ] | [ 15 ] | [ 15 ] | [ 15 ] | [ 15 ] | [ 15 ] | [ 15 ] | Frédéric-Henri d'Orange-Nassau                                     |                                                            |
| 1643  | Philippe IV Philippe IV | Francisco de Melo                             | [ 16 ] | [ 16 ] | [ 16 ] | [ 16 ] | [ 16 ] | [ 16 ] | [ 16 ] | [ 16 ] | [ 16 ] | [ 16 ] | Frédéric-Henri d'Orange-Nassau                                     |                                                            |
| 1644  | Philippe IV Philippe IV | Francisco de Melo                             | | | | | | | | | | | Frédéric-Henri d'Orange-Nassau                                     |                                                            |
| 1645  | Philippe IV Philippe IV | Manuel de Castel Rodrigo                      | Siège d'Hulst | Siège d'Hulst | Siège d'Hulst | Siège d'Hulst | Siège d'Hulst | Siège d'Hulst | Siège d'Hulst | Siège d'Hulst | Siège d'Hulst | Siège d'Hulst | Frédéric-Henri d'Orange-Nassau                                     |                                                            |
| 1646  | Philippe IV Philippe IV | Manuel de Castel Rodrigo                      | Siège d'Anvers (nl) (12 juillet-septembre); Batailles navales de Manille (en) (15 mars-4 octobre). | Siège d'Anvers (nl) (12 juillet-septembre); Batailles navales de Manille (en) (15 mars-4 octobre). | Siège d'Anvers (nl) (12 juillet-septembre); Batailles navales de Manille (en) (15 mars-4 octobre). | Siège d'Anvers (nl) (12 juillet-septembre); Batailles navales de Manille (en) (15 mars-4 octobre). | Siège d'Anvers (nl) (12 juillet-septembre); Batailles navales de Manille (en) (15 mars-4 octobre). | Siège d'Anvers (nl) (12 juillet-septembre); Batailles navales de Manille (en) (15 mars-4 octobre). | Siège d'Anvers (nl) (12 juillet-septembre); Batailles navales de Manille (en) (15 mars-4 octobre). | Siège d'Anvers (nl) (12 juillet-septembre); Batailles navales de Manille (en) (15 mars-4 octobre). | Siège d'Anvers (nl) (12 juillet-septembre); Batailles navales de Manille (en) (15 mars-4 octobre). | Siège d'Anvers (nl) (12 juillet-septembre); Batailles navales de Manille (en) (15 mars-4 octobre). | Frédéric-Henri d'Orange-Nassau                                     |                                                            |
| 1647  | Philippe IV Philippe IV | Manuel de Castel Rodrigo                      | Bataille du port de Cavite. | Bataille du port de Cavite. | Bataille du port de Cavite. | Bataille du port de Cavite. | Bataille du port de Cavite. | Bataille du port de Cavite. | Bataille du port de Cavite. | Bataille du port de Cavite. | Bataille du port de Cavite. | Bataille du port de Cavite. | Guillaume II d'Orange-Nassau                                       |                                                            |
| 1648  | Philippe IV Philippe IV | Manuel de Castel Rodrigo                      | Le 24 octobre, les traités de Westphalie mettent fin à la guerre entre l'Espagne et les Provinces-Unies, ainsi qu'à la guerre de Trente Ans. Bataille de los Guararapes (en). | Le 24 octobre, les traités de Westphalie mettent fin à la guerre entre l'Espagne et les Provinces-Unies, ainsi qu'à la guerre de Trente Ans. Bataille de los Guararapes (en). | Le 24 octobre, les traités de Westphalie mettent fin à la guerre entre l'Espagne et les Provinces-Unies, ainsi qu'à la guerre de Trente Ans. Bataille de los Guararapes (en). | Le 24 octobre, les traités de Westphalie mettent fin à la guerre entre l'Espagne et les Provinces-Unies, ainsi qu'à la guerre de Trente Ans. Bataille de los Guararapes (en). | Le 24 octobre, les traités de Westphalie mettent fin à la guerre entre l'Espagne et les Provinces-Unies, ainsi qu'à la guerre de Trente Ans. Bataille de los Guararapes (en). | Le 24 octobre, les traités de Westphalie mettent fin à la guerre entre l'Espagne et les Provinces-Unies, ainsi qu'à la guerre de Trente Ans. Bataille de los Guararapes (en). | Le 24 octobre, les traités de Westphalie mettent fin à la guerre entre l'Espagne et les Provinces-Unies, ainsi qu'à la guerre de Trente Ans. Bataille de los Guararapes (en). | Le 24 octobre, les traités de Westphalie mettent fin à la guerre entre l'Espagne et les Provinces-Unies, ainsi qu'à la guerre de Trente Ans. Bataille de los Guararapes (en). | Le 24 octobre, les traités de Westphalie mettent fin à la guerre entre l'Espagne et les Provinces-Unies, ainsi qu'à la guerre de Trente Ans. Bataille de los Guararapes (en). | Le 24 octobre, les traités de Westphalie mettent fin à la guerre entre l'Espagne et les Provinces-Unies, ainsi qu'à la guerre de Trente Ans. Bataille de los Guararapes (en). | Guillaume II d'Orange-Nassau                                       |                                                            |